# Cartagine
Cartagine (in latino Carthago o Karthago; in greco antico: Καρχηδών?, Karchēdṓn) era un'antica città fenicia, tra le più importanti colonie puniche del Mediterraneo; all'epoca del suo massimo splendore fu capitale di un piccolo impero che includeva i territori sud-orientali della penisola iberica, la Corsica e la Sardegna sud-occidentale, la Sicilia occidentale e le coste della Libia. Il nome deriva dal fenicio 𐤒𐤓𐤕 𐤇𐤃𐤔𐤕 <QRT ḤDŠT>, Qart-ḥadašt, "Città nuova", da intendere come "Nuova Tiro".
Fondata nel IX secolo a.C. sulle sponde del Golfo di Tunisi come scalo commerciale fenicio, Cartagine crebbe rapidamente in popolazione ed importanza fino a rendersi indipendente dalla madrepatria, e giunse ad esercitare notevole influenza e controllo sul Mediterraneo occidentale e sul mar Tirreno. Dal III secolo a.C. entrò in contrasto con Roma, che le disputava il controllo sulla Sicilia, il dominio dei mari e in generale vedeva nella città punica una minaccia per la sua crescente egemonia e per la sua stessa sopravvivenza. Il contrasto sfociò in un conflitto armato, che vide le due città combattersi nelle tre guerre puniche con alterne vicende.
La seconda guerra punica fu dominata in un primo tempo dal generale cartaginese Annibale, che valicate le Alpi sconfisse più volte l'esercito romano, in particolare nella battaglia di Canne, che gli permise di restare padrone dell'Italia meridionale per 15 anni; tuttavia non riuscì a infliggere il colpo di grazia all'avversario. I Romani si riorganizzarono e risposero con le incursioni africane di Scipione, culminate nella vittoria su Annibale nella battaglia di Zama, che chiuse la guerra con il trionfo di Roma.
Al termine della terza guerra punica Cartagine fu conquistata e distrutta dalle legioni di Scipione Emiliano. Circa un secolo dopo, all'epoca di Giulio Cesare, i Romani la ricostruirono; la città rinata continuò a prosperare fin dopo la caduta dell'Impero romano d'Occidente, divenendo parte prima del Regno vandalo e poi dell'Impero bizantino. Nel 698 d.C., Cartagine fu infine occupata dagli Omayyadi, che di fatto la spopolarono lasciando al suo posto solo un presidio militare e mettendo fine alla sua storia. I resti archeologici della città si trovano nel territorio della Cartagine moderna (Qarṭāj), piccola città della Tunisia, 16 km a nord-est di Tunisi.

## Descrizione
La città era collocata sul lato orientale del lago di Tunisi. Secondo una leggenda romana, fu fondata nell'814 a.C. da coloni fenici provenienti da Tiro, guidati da Elissa (la regina Didone). Divenne una grande e ricca città, molto influente nel Mediterraneo occidentale, fino a scontrarsi con Siracusa e Roma per l'egemonia sui mari.
Le prime battaglie navali coinvolgenti il popolo cartaginese, infatti, furono le cosiddette guerre greco-puniche, campagne di assedio per il predominio sul Mediterraneo e in particolare sulla Sicilia, la quale nel corso dei secoli VIII fino al V a.C. era coabitata dalle etnie fenicio-puniche (principalmente a Mozia, Solunto, Palermo), dai Popoli preellenici e dall'etnia greca. Le campagne di espansione greca verso l'occidente furono spesso motivi di guerra tra le due componenti e in particolare i contrasti tra le città di Selinunte (greca) e Segesta (elima e in quanto tale alleata dei Fenici) erano motivo di accesi conflitti. Spesso Cartagine entrava nello scacchiere fornendo mezzi e uomini a supporto dei Fenici isolani, fino ad essere coinvolta in diversi scontri. Il terreno di battaglia fu spesso la Sicilia, come nella celebre battaglia di Hymaera, ma non mancarono scontri navali.
Inoltre, verso il VI secolo a.C., i Cartaginesi cercarono di impadronirsi della Sardegna. Al tentativo di colonizzazione seguì l'inevitabile reazione armata dei sardo-nuragici che in breve rioccuparono i territori invasi minacciando la distruzione delle città costiere già loro colonie. Nella Prima guerra sardo-punica (540 a.C.), Cartagine inviò in Sardegna un suo esperto generale, già vittorioso in Sicilia contro i Greci e da questi chiamato Malco; nella Seconda guerra sardo-punica (535 a.C.), dopo la vittoriosa battaglia navale del Mare Sardo contro i Greci focesi, i Punici al comando dei due fratelli Asdrubale e Amilcare, figli di Magone, tentarono una nuova campagna militare per la conquista dell'Isola. Venticinque anni dopo, nel 510 a.C., si combatteva ancora, ed in quell'anno i Punici persero in battaglia il generale Asdrubale.
I Cartaginesi inoltre, sotto la guida di Annibale, giunsero a mettere in pericolo il dominio romano con la vittoria a Canne, ma uscirono poi debolissimi dalla seconda guerra punica. Con la sconfitta nella terza guerra punica, la città fu distrutta nel 146 a.C. dai Romani. I Romani distrussero Cartagine perché era una città che non si era arresa a loro dopo le prime sconfitte, ma dopo molte guerre. Successivamente però la ricostruirono e ne fecero una delle città più importanti dell'Impero romano.
Conquistata dai Vandali nel 439, fu la capitale del loro regno fino al 533, quando fu riconquistata da Belisario con la Guerra vandalica. In seguito alla conquista omayyade del Nord Africa, Cartagine fu distrutta definitivamente nel 698.
Resta ancor oggi una popolare attrazione turistica, che nel 1979 è stata inserita dall'UNESCO tra i Patrimoni dell'umanità.
Il 25 dicembre 1943 il Primo ministro inglese Winston Churchill e il presidente statunitense Franklin D. Roosevelt si incontrarono in questa località per pianificare i termini dello sbarco di Anzio, ovvero lo sbarco alleato oltre la Linea Gustav.

## Storia di Cartagine

### I Fenici in Africa e il sostrato libico
L’Africa settentrionale era all’inizio una tappa sulla rotta verso i metalli di Spagna e vide il sorgere fin da tempi molto antichi di installazioni fenicie permanenti come Utica, fondata, secondo Plinio il Vecchio, nel 1101 a.C.. Sempre al XII secolo a.C. risalirebbero l’insediamento a Lixus in Marocco e la fondazione di Gades in Spagna.
All’epoca dei primi insediamenti fenici, l’Africa Settentrionale è occupata da popolazioni libiche importanti, il cui legame con i Berberi del Maghreb è stata sostenuta da Gabriel Camps, benché sia stato fatto osservare che il periodo così lungo e soprattutto le successive ondate di invasori non possono non aver modificato in modo rilevante le popolazioni locali. Gli Egiziani citano i Libici, a partire dal XII secolo a.C., come popolazioni situate immediatamente a Ovest del loro territorio.

Rotte commerciali fenicie

### Fondazione di Cartagine

#### Secondo le fonti storiche
La data di fondazione di Cartagine è una questione dibattuta sia nell’antichità che ai giorni nostri. Una delle tradizioni antiche, basata sulla testimonianza di Timeo di Tauromenio, ripresa anche da altri autori, della quale resta però solo qualche frammento, la situava nell'814 a.C. Un'altra, ripresa da Appiano, pone la nascita di Cartagine all’epoca della Guerra di Troia.
Dato che gli scavi archeologici non hanno fornito reperti di età così antica, è stata avanzata l’ipotesi di una fondazione assai più tardiva (verso il 670 a.C.) o anche, secondo Pierre Cintas, quella della nascita di un porto/magazzino seguita più tardi dalla fondazione di una città vera e propria. Ricerche più recenti, basate sull’analisi indiretta degli Annali di Tiro, usati come fonte da Menandro di Efeso e Flavio Giuseppe, indicano una data intorno all’ultimo quarto del IX secolo a.C.

#### Secondo la leggenda
Cartagine venne fondata da coloni fenici provenienti dalla città di Tiro che portarono con loro il dio della città Melqart. Secondo la leggenda a capo dei coloni (o forse profughi politici) era Didone (conosciuta anche come Elissa). Numerosi sono i miti relativi alla fondazione, che sono sopravvissuti attraverso la letteratura greca e latina. Uno di questi narra che il fratello di Elissa, Pigmalione di Tiro, capo dell'omonima città, fece uccidere il marito della sorella per carpirne le ricchezze. Elissa lasciò quindi la città e, dopo lunghe peregrinazioni, approdò sulle coste tunisine, dove fondò Cartagine.
Una volta approdata sulle coste tunisine, Didone convinse Iarba (il capo dei locali) a concederle i terreni contenuti nella pelle di un bue. Tale pelle fu astutamente tagliata dalla regina in strisce sottilissime, permettendole così di ottenere i territori necessari per fondare la città di Cartagine. Il nome dell'attuale acropoli di Cartagine viene denominata Byrsa (letteralmente "pelle di bue"), che riecheggia tale stratagemma della regina fenicia.

### Sintesi dell'espansione cartaginese
I primi anni di Cartagine sono caratterizzati da una lunga serie di rivalità fra le famiglie proprietarie terriere e le famiglie dei commercianti e marinai. In genere, a causa dell'importanza dei commerci per la città, la fazione "marittima" controllava il governo e, durante il VI secolo a.C., Cartagine cominciò ad acquisire il dominio dell'area del Mediterraneo Occidentale. Mercanti ed esploratori costruirono una vasta rete di commerci che portarono una grande prosperità e un largo potere alla città-stato. Si tramanda che già all'inizio del VI secolo a.C. Annone il navigatore si sia spinto lungo la costa dell'Africa fino alla Sierra Leone; contemporaneamente sotto la guida di Malco, la città iniziò la conquista sistematica delle regioni costiere dell'Africa e del suo interno.
È assai difficile distinguere, nei reperti archeologici raccolti nell’area di influenza dei Fenici e dei Cartaginesi, quali possano essere fatti risalire all’uno o all’altro popolo e quindi datare con sicurezza l'origine degli insediamenti cartaginesi. Gli archeologi non hanno rilevato discontinuità rilevanti nei siti di Bithia e Nora in Sardegna. Anche la fondazione di Ibiza, tradizionalmente datata nel 675 a.C., potrebbe essere attribuita agli uni come agli altri.
La formazione e il funzionamento dell’ “impero” cartaginese non hanno un carattere imperialista, ma piuttosto quello di una confederazione di colonie preesistenti che si legano alla più potente tra loro al momento del declino della loro città-madre, Tiro. Cartagine si assume quindi il ruolo di assicurare la sicurezza collettiva e di gestire la politica estera –e dunque anche commerciale- di queste comunità.
I Fenici Occidentali, e poi i Cartaginesi, hanno relazioni assai precoci con altre civiltà, soprattutto con gli Etruschi con i quali intrecciano solidi legami commerciali. L’archeologia testimonia questi scambi, in particolare con le lamine di Pyrgi di Cerveteri e con varie scoperte nelle necropoli cartaginesi: vasi di produzione etrusca del tipo bucchero ma anche iscrizioni in etrusco che citano un Cartaginese. L’alleanza con gli Etruschi mira anche a contrastare l’espansione dei Focesi occidentali, operazione che culmina con la Battaglia di Alalia. Questa alleanza perde però importanza con il progressivo declino degli Etruschi.
All'inizio del V secolo a.C., Cartagine era comunque diventata il più importante centro commerciale della regione, una posizione che avrebbe mantenuto fino alla sua caduta per mano romana. Aveva conquistato i territori delle antiche colonie fenicie (Adrumeto, Utica, Kerkouane...) e delle tribù libiche, allargando la sua dominazione su tutta la costa dell'Africa dall'odierno Marocco ai confini dell'Egitto. La sua influenza si allargava inoltre nel Mar Mediterraneo con il controllo di limitate aree costiere della Sardegna, di Malta, delle isole Baleari e della parte occidentale della Sicilia. Erano state stabilite colonie anche in Spagna. In tutto il Mediterraneo occidentale resistevano all'imperialismo commerciale cartaginese solo Marsiglia (colonia greca focese), le colonie greche della costa italiana e i commercianti etruschi, che a malapena mantenevano il controllo delle coste italiane del Mar Tirreno e lottavano per la Corsica.

### Espansione militare dei Punici in Sardegna
Conosciute per loro prosperità, le città stato della Sardegna entrarono nell'orbita di espansione di Cartagine. Alla nascente potenza coloniale punica, proiettata verso la conquista delle rotte mercantili nel Mediterraneo occidentale, interessava non solo il controllo del territorio circostante i centri urbani costieri, ma anche le fertili pianure dell'entroterra sardo, e soprattutto lo sfruttamento esclusivo delle ricche miniere di metalli, dominio fino ad allora delle genti nuragiche dell'interno. Ebbe inizio una lunga guerra che vide i Punici penetrare verso i territori dell'interno. Da Karalis arrivarono fino a Monastir e San Sperate, da Sulci fino al Monte Sirai, da Tharros occuparono il Sinis e si spinsero fino a Narbolia e a San Vero Milis, fondando in queste nuove terre i centri urbani di Othoca e di Cornus.
Al tentativo di colonizzazione seguì l'inevitabile reazione armata dei sardo-nuragici: in breve rioccuparono i territori invasi minacciando la distruzione delle città costiere. La fortezza del Monte Sirai, baluardo avanzato dei Punici, fu ripetutamente attaccata e ripresa. Il tentativo di respingere l'invasione verso l'entroterra segna, verso il VI secolo a.C., l'entrata della Sardegna negli annali della storia: la letteratura classica infatti ci dà per la prima volta un resoconto preciso e datato su ciò che stava accadendo sull'Isola.

#### Prima guerra sardo-punica
A difesa degli interessi punici, nel 540 a.C. Cartagine inviò in Sardegna un suo esperto generale, già vittorioso in Sicilia contro i Greci e da questi chiamato Malco (ossia il Re). Sbarcato nell'Isola con un corpo di spedizione composto dalle élite puniche col compito di liberare le città costiere dall'incombente minaccia di annientamento, Malco trovò ad aspettarlo la feroce ed organizzata resistenza dei Sardi nuragici. Travolti dai continui attacchi e dalla sanguinosa guerriglia che si sviluppò intorno ai loro movimenti, i Cartaginesi furono costretti a ritirarsi e a reimbarcarsi subendo ingenti perdite. Non furono le fortezze nuragiche tuttavia lo strumento della vittoria dei Sardi: i Punici infatti furono sconfitti nel corso di scontri campali. L'intervento di Cartagine fu descritto dallo storico romano Marco Giuniano Giustino, e sembra che nella madrepatria questa sconfitta fu accolta come un disastro, tanto da motivare successivamente ampie riforme civili e militari. Dopo questi avvenimenti l'esercito fu potenziato e divenne il simbolo e lo strumento della volontà di dominazione cartaginese.
In tale periodo, secondo gli studiosi, vi fu l'introduzione nell'Isola di una malattia fino ad allora sconosciuta: la malaria. Si suppone che furono le truppe di Malco a portare in Sardegna le zanzare anofele, terribile flagello per gli isolani sino al 1946-50.

#### Seconda guerra sardo-punica
Dopo la vittoriosa battaglia navale del Mare Sardo contro i Greci focesi, i Punici al comando del generale Amilcare I, nel 535 a.C. tentarono una nuova campagna militare per la conquista dell'Isola.
Non si sa molto di tale spedizione, ma si suppone che l'avanzata cartaginese fu arrestata nuovamente nei Campidani, prima ancora di raggiungere le propaggini montuose delle zone interne. La resistenza dei sardi fu nuovamente accanita e la guerriglia assai feroce. Di sicuro, venticinque anni dopo, nel 510 a.C., si combatteva ancora.
L'esito finale della campagna dovette essere comunque favorevole ai cartaginesi visto che nel 509 a.C. il trattato stipulato tra Roma e Cartagine riconosceva a quest’ultima il possesso della Sardegna.

### Prima campagna siciliana
Il successo di Cartagine portò alla creazione di una potente flotta atta a scoraggiare sia i pirati che le nazioni rivali. Questa potente flotta, insieme al successo e alla crescente egemonia portò Cartagine verso un sempre crescente conflitto con la Grecia, l'altro maggior concorrente per il controllo del Mediterraneo centrale. Ma questo conflitto fu preceduto da un lungo periodo di pacifica convivenza.
La presenza fenicia in Sicilia rimonta alla fine dell'VIII secolo a.C. Si trattava di pochi e minuti insediamenti, concentrati nella parte nord-ovest dell'isola, con carattere agricolo oltre che commerciale (ad esempio, l'antica Motia aveva fattorie sulla terraferma). Inizialmente, i Fenici non avevano interesse a competere con i Greci per il controllo della Sicilia, come dimostrano gli scambi commerciali dei centri di Zyz (l'odierna Palermo) e Motia con i Greci. A Motia c'erano anche abitanti greci. I primordi di un conflitto sono forse ravvisabili nell'impresa del greco Pentatlo di Cnido, che nel 580 a.C. cercò di installare una colonia greca assai vicino al Capo Lilibeo. Più in là, Cartaginesi ed Etruschi si allearono contro i pirati focesi, che sconfissero nel 530 a.C. circa. Intorno al 510 a.C. si consumò l'impresa dello spartano Dorieo, analoga a quella di Pentatlo. Tutti questi episodi, che vedono i Greci mettere a dura prova la pacifica convivenza con l'elemento fenicio in Sicilia, non comportarono un conflitto frontale: per lungo tempo, Selinunte e Akragas continuarono a commerciare proficuamente con gli insediamenti fenici.
Fin dai primi giorni sia Greci che Fenici furono dunque attratti dalla Sicilia, lungo le coste della quale stabilirono un grande numero di colonie e stazioni di posta. Nel corso dei secoli Greci e Fenici ebbero importanti relazioni commerciali, ma nel 480 a.C. la Sicilia divenne il terreno di una grande campagna militare cartaginese.
Gerone, tiranno di Siracusa, in parte aiutato e supportato dai Greci, tentava di unire l'isola sotto il suo governo. Questo imminente pericolo non poteva venire ignorato da Cartagine che, forse come parte di un'alleanza con la Persia al momento in guerra con la Grecia, mise in campo il più grande esercito che avesse mai formato, al comando del generale Amilcare I. Anche se le cifre tradizionali indicano un numero di 300 000 uomini, quasi sicuramente esagerato, certo Cartagine mostrò una forza formidabile.
Nella navigazione verso la Sicilia, comunque, Amilcare subì delle perdite (probabilmente severe) a causa delle avverse condizioni atmosferiche. Perciò, sbarcato a Panormum, il generale fu pesantemente sconfitto nella battaglia di Imera dove trovò la morte o per le ferite o per suicidio suggerito dalla vergogna. Cartagine fu severamente indebolita dalla sconfitta e il vecchio governo, allora nelle mani della nobiltà, fu sostituito dalla Repubblica Cartaginese.

### Seconda campagna siciliana
Nel 410 a.C., nondimeno, Cartagine aveva recuperato la sua potenza sotto una serie di governanti di successo. La città aveva conquistato la maggior parte della moderna Tunisia, aveva rafforzato alcune colonie e ne aveva fondato di nuove nel Nordafrica. Erano stati finanziati i viaggi di Magone Barca [da non confondere con Magone Barca figlio di Amilcare e fratello di Annibale vissuto secoli dopo] attraverso il deserto del Sahara e di Annone il Navigatore lungo le coste atlantiche dell'Africa. D'altra parte, in quell'anno si verificò la secessione delle colonie iberiche e questo diminuì drasticamente la fornitura di argento e rame. Annibale Magone il nipote di Amilcare I cominciò la preparazione per reclamare il possesso della Sicilia mentre altre spedizioni furono inviate verso il Marocco e il Senegal e perfino nell'Atlantico.
Nel 409 a.C. Annibale Magone guidò la nuova spedizione in Sicilia riuscendo a conquistare le città greche di Selinunte (antica Selinus) e Imera prima di rientrare trionfalmente a Cartagine con le loro spoglie. Siracusa, la principale nemica, rimase però intoccata e nel 405 a.C. Annibale Magone guidò una seconda spedizione per conquistare l'intera isola. Questa spedizione incontrò una feroce resistenza armata e fu colpita dalla pestilenza. Durante l'assedio di Akragas, Annibale Magone morì per la peste che decimò le forze cartaginesi.
Il successore di Annibale Magone, Imilcone, riuscì a riportare la campagna su migliori binari rompendo l'assedio dei Greci, conquistando Gela e sconfiggendo ripetutamente le forze di Dionisio il nuovo Tiranno di Siracusa. Ciononostante, con l'esercito indebolito dalla peste, fu costretto a chiedere la pace prima di ritornare a Cartagine.
Nel 398 a.C. Dionisio, riacquistata la sua potenza, ruppe il trattato di pace colpendo la fortezza cartaginese di Motya. Imilcone rispose con decisione guidando una spedizione che non solo riprese Motya ma conquistò Messina e, infine, pose l'assedio a Siracusa stessa. L'assedio terminò con successo nel 397 a.C. ma l'anno successivo la peste colpì ancora l'esercito di Imilcone che collassò.
D'altra parte, la conquista della Sicilia era diventata un'ossessione per Cartagine. Nel corso dei successivi 60 anni Greci e Cartaginesi si scontrarono in un'incessante serie di scaramucce. Nel 340 a.C. Cartagine era attestata nell'intero sudovest della Sicilia e una fragile pace regnava sull'isola.

### La rivolta dei Sardi nel 368 a.C.
La convivenza armata tra i due popoli (Sardi e Punici) fu assai difficile e ripetutamente scoppiavano rivolte e ribellioni nelle comunità sardo-nuragiche dei territori occupati, costrette a pagare forti tasse e a sottostare a pesanti imposizioni come il divieto di coltivare in proprio la terra. I Nuragici persero il controllo dei centri minerari dell'Iglesiente dove i Punici assunsero il controllo diretto delle miniere, sfruttando la manodopera indigena per l'estrazione dei minerali. Nel 368 a.C., nonostante quasi un secolo di presenza cartaginese, scoppiò l'ennesima ribellione. Per la durata di diversi decenni, i Sardi nuragici costrinsero gli eserciti cartaginesi a vere e proprie campagne militari per sedare le rivolte.
Aiutata dalla sua potente flotta, Cartagine riuscì però a controllare tutti i porti e impedì ai Sardi nuragici della parte settentrionale e orientale della Sardegna ogni commercio con l'esterno, assediando l'Isola con un vero e proprio blocco navale. Il trattato del 348 tra Roma e Cartagine dimostra che i Punici raggiunsero un relativo controllo sulla Sardegna attuando un'accentuata occupazione territoriale nei Campidani, nel Sinis, in Trexenta, Marmilla, Iglesiente. Si costruirono opere di difesa a Nora, Monte Sirai, Kalari, Tharros e Bithia.

### Terza campagna siciliana

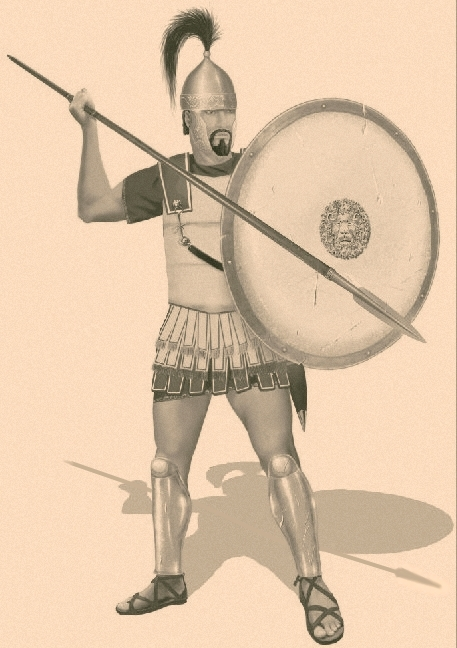
Oplita del Battaglione Sacro cartaginese (IV secolo a.C.)

Nel 315 a.C. Agatocle tiranno di Siracusa, assediò Messana (oggi Messina). Nel 311 a.C. invase gli ultimi possedimenti cartaginesi in Sicilia rompendo i correnti accordi di pace e mise Akragas sotto assedio.
Amilcare, nipote di Annone il Navigatore, guidò la risposta cartaginese riscuotendo un enorme successo. Nel 310 a.C. controllava pressoché l'intera Sicilia e pose ancora sotto assedio Siracusa. Con una mossa disperata Agatocle, nel tentativo di salvare il suo potere, guidò una contro-spedizione di 14.000 uomini contro la stessa Cartagine. Fu un successo. Per fronteggiare questo inaspettato attacco Cartagine dovette richiamare Amilcare e la maggior parte del suo esercito di stanza in Sicilia. La guerra terminò con la sconfitta di Agatocle nel 307 a.C. Le forze siracusane dovettero ritornare in Sicilia permettendo però ad Agatocle di negoziare una pace che assicurava a Siracusa il controllo della Sicilia.

### Pirro re dell'Epiro
Fra il 280 a.C. e il 275 a.C., Pirro dell'Epiro mosse due grandi campagne nel tentativo di proteggere ed estendere l'influenza greca nel Mediterraneo occidentale. Una campagna venne scatenata contro Roma con il proposito di difendere le colonie greche del sud Italia. La seconda campagna venne mossa contro Cartagine nell'ennesimo tentativo di riportare la Sicilia interamente sotto controllo greco.
Pirro, pur vincendo alcune battaglie sia in Italia che in Sicilia (i cartaginesi si arroccarono a Lilibeo dove respinsero l'assedio), non riuscì a portare a termine gli obiettivi che si era prefisso. Dove per Cartagine questo significò il mero ritorno allo status quo, per Roma significò la conquista di Taranto e una robusta ipoteca sull'intera Italia meridionale. Il risultato finale mostrò quindi un nuovo bilanciamento del potere nel Mediterraneo Occidentale: i Greci videro ridotto il loro controllo sul sud Italia mentre Roma crebbe come potenza e le ambizioni territoriali la portarono per la prima volta direttamente allo scontro frontale con Cartagine.

### La crisi messinese
Una nutrita compagnia di mercenari era stata assunta al servizio di Agatocle. Alla morte del Tiranno nel 288 a.C., questi si trovarono improvvisamente senza lavoro. Anziché lasciare la Sicilia si posero all'assedio di Messana, conquistandola. Con il nome di "Mamertini" (figli di Marte), si posero al comando della città terrorizzando i territori circostanti.
Dopo anni di scaramucce, nel 265 a.C., Gerone II, nuovo Tiranno di Siracusa e Re di Sicilia, entrò in azione. Trovandosi di fronte a forze preponderanti i Mamertini si divisero in due fazioni. Una pensava di arrendersi ai cartaginesi, la seconda preferiva chiedere aiuto a Roma. Così due ambasciate furono inviate alle due città.
Mentre il Senato di Roma dibatteva sul comportamento da tenere, i cartaginesi decisero rapidamente di inviare una guarnigione a Messina. La guarnigione fu ammessa in città e una flotta cartaginese entrò nel porto di Messina. Poco dopo, però i cartaginesi cominciarono a negoziare con Gerone mettendo in allarme i Mamertini che inviarono un'altra ambasciata a Roma chiedendo l'espulsione dei cartaginesi da Messina.
L'arrivo dei cartaginesi aveva posto notevoli forze militari proprio attraverso lo Stretto di Messina. Per di più la flotta cartaginese deteneva l'effettivo controllo dello Stretto stesso. Era chiaro ed evidente il pericolo per i vicini di Roma e per i suoi interessi.
Come risultato il Senato di Roma, anche se riluttante ad aiutare una banda di mercenari, inviò una spedizione per restituire il controllo di Messina ai Mamertini.
Le due maggiori potenze del Mediterraneo Occidentale si fronteggiavano. Era l'inizio delle guerre puniche.

### Le guerre puniche

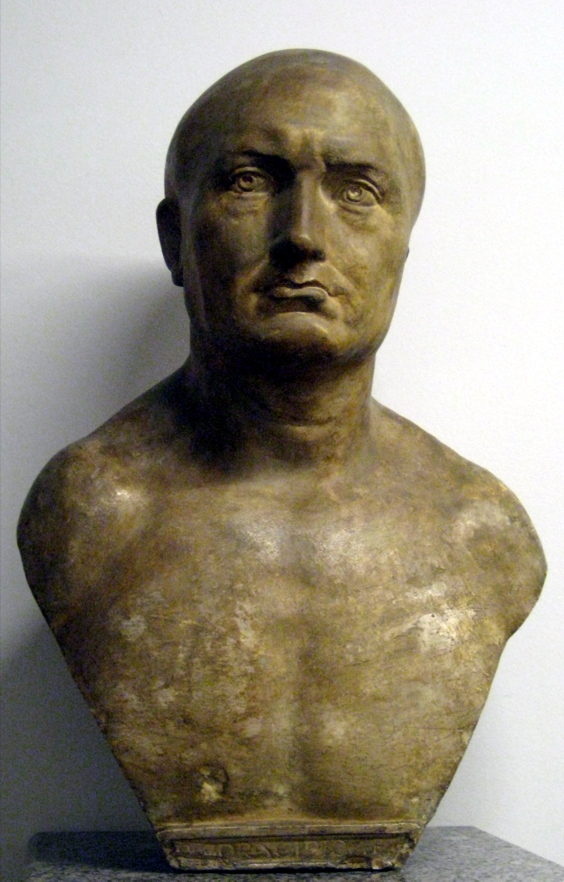
Publio Cornelio Scipione Africano

Durati complessivamente circa un secolo, questi tre grandi conflitti fra Roma e Cartagine hanno avuto un'importanza cruciale per l'intera civiltà occidentale.
- Prima guerra punica (dal 264 a.C. al 241 a.C.)
- Seconda guerra punica (dal 218 a.C. al 202 a.C.)
- Terza guerra punica (dal 149 a.C. al 146 a.C.)

Con le guerre puniche Roma annientò Cartagine. La fine della seconda guerra punica segnò la fine della potenza cartaginese mentre con la terza guerra punica ci fu la completa distruzione della città-Stato da parte di Publio Cornelio Scipione Emiliano, su ordine del senato. I soldati romani andarono casa per casa uccidendo i cartaginesi e rendendo schiavi i sopravvissuti. Il porto di Cartagine fu bruciato e la città rasa al suolo. Varie fonti moderne riportano che furono tracciati solchi con l'aratro e sparso sale a terra, dichiarando il luogo maledetto. Lo stesso Scipione sarebbe stato riluttante ad eseguire tali ordini. È da rimarcare però che nessuna fonte dell'antichità menziona questo rituale e i primi riferimenti allo spargimento di sale risalgono solo al XIX secolo.
Cartagine non sarebbe mai più stata rivale di Roma.

## L'ultima Cartagine antica
Il sito era però troppo ben scelto perché rimanesse disabitato: con la lex de coloniis deducendis, Gaio Gracco fondò Iunonia Carthago. Gaio Giulio Cesare vi fondò una colonia romana di veterani nel 46 a.C.
Alla fine del II secolo d.C. Cartagine era il centro dell'Africa Romana e Tertulliano retoricamente si rivolge al governatore romano puntualizzando che come i cristiani di Cartagine ieri erano pochi e ora "hanno riempito ogni spazio fra di voi - città, isole, fortezze, villaggi, mercati, campi, tribù, compagnie, palazzi, senato, foro: non abbiamo lasciato niente per voi tranne i templi dei vostri dei" (Apologeticum, scritto a Cartagine circa 197).
Non ha importanza che Tertulliano ometta qualsiasi menzione alla regione circostante, alla rete di villaggi, alle società delle proprietà terriere.
Alcuni anni dopo, al poco documentato Concilio di Cartagine parteciparono non meno di settanta Vescovi. Poco dopo Tertulliano si distaccò dalla corrente principale rappresentata dal sempre crescente potere del Vescovo di Roma; ma un più serio pericolo per i cristiani fu la controversia donatista che interessò Sant'Agostino di Ippona mentre terminava la sua educazione a Cartagine, prima di spostarsi a Roma.
La ricaduta politica della profonda disaffezione dei cristiani d'Africa fu un fattore cruciale per la facilità con cui Cartagine e le città vicine furono conquistate, nel 439, da Genserico re dei Vandali che sconfisse la guarnigione romana facendo di Cartagine la sua capitale. Genserico era considerato anch'egli un eretico, un ariano che in quanto tale si opponeva ai cristiani cattolici.
Dopo un fallito tentativo di riconquistare la città nel V secolo, i Bizantini riuscirono infine a entrare in Cartagine nel VI secolo. Con il pretesto della deposizione del nipote di Genserico Ilderico da parte di un lontano cugino Gelimero, i Bizantini inviarono un esercito a conquistare il regno dei Vandali. La domenica del 15 ottobre 533 il generale bizantino Belisario, accompagnato dalla moglie Antonina, fece il suo formale ingresso a Cartagine risparmiandole saccheggio e massacro. Cartagine, come del resto tutta l'Africa vandalica, venne riannessa all'Impero e divenne la capitale della neocostituita Prefettura del pretorio d'Africa. Negli anni successivi i Bizantini dovettero affrontare le rivolte dei berberi, che giunsero a minacciare più volte Cartagine, fino a quando essi vennero sconfitti da Giovanni Troglita, le cui gesta vengono cantate dal poeta Flavio Cresconio Corippo nella Ioanneide.
Durante il regno dell'imperatore bizantino Maurizio Cartagine divenne la capitale di un Esarcato, come Ravenna in Italia. Questi due Esarcati furono il bastione occidentale dell'Impero Romano d'Oriente, tutto ciò che rimaneva del suo potere in Occidente. All'inizio del VII secolo fu il figlio dell'Esarca di Cartagine, Eraclio, a rivoltarsi, insieme al padre Eraclio il Vecchio, contro l'Imperatore Foca, un crudele tiranno, e a rovesciarlo. Salito al potere, Eraclio riuscì a vincere una guerra che sembrava ormai persa contro i Persiani Sasanidi, che avevano occupato la Siria, l'Egitto e parte dell'Asia Minore, ma che poi nella seconda fase della guerra vennero più volte sconfitti dai Bizantini e costretti a ritirarsi dai territori occupati.
L'Esarcato bizantino non fu in grado, però, di reggere la pressione dei conquistatori Arabi del VII secolo. Essi, favoriti dalla lunga e logorante guerra bizantino-sasanide (che aveva indebolito l'Impero), conquistarono in poco tempo Siria ed Egitto e poi si lanciarono alla conquista dell'Esarcato. Il primo attacco arabo all'Esarcato di Cartagine ebbe inizio in Libia nel 647; gli arabi sconfissero l'esarca Gregorio, che si era reso indipendente da Bisanzio, e annessero al loro impero la Tripolitania. La campagna finale contro Cartagine si ebbe dal 670 al 683.
Nel 697 gli Arabi invadono l'Africa Settentrionale e occupano Cartagine strappandola ai Bizantini, ma poco dopo vengono scacciati per l'intervento della Flotta Bizantina mandata dall'Imperatore Leonzio di Bisanzio. Nel 698 gli Arabi occupano nuovamente Cartagine e scacciano i Bizantini dall'Africa, ponendo definitivamente fine all'Esarcato d'Africa.
Devono però fronteggiare le popolazioni montanare dell'Aures guidate da Kāhina, soprannome con cui è conosciuta Dihya, regina della tribù berbera nomade dei Ğerawa, la principale figura della resistenza all'invasione araba del Nordafrica tra il 695 e il 705. Partendo dai monti dell'Aurès (nord-est dell'Algeria), sede della sua tribù (sembra, di religione ebraica), riuscì a porsi a capo di un'alleanza di tribù indigene di religione sia ebraica che cristiana, che contrastò efficacemente per oltre un decennio l'espansione musulmana.

## Commercio cartaginese

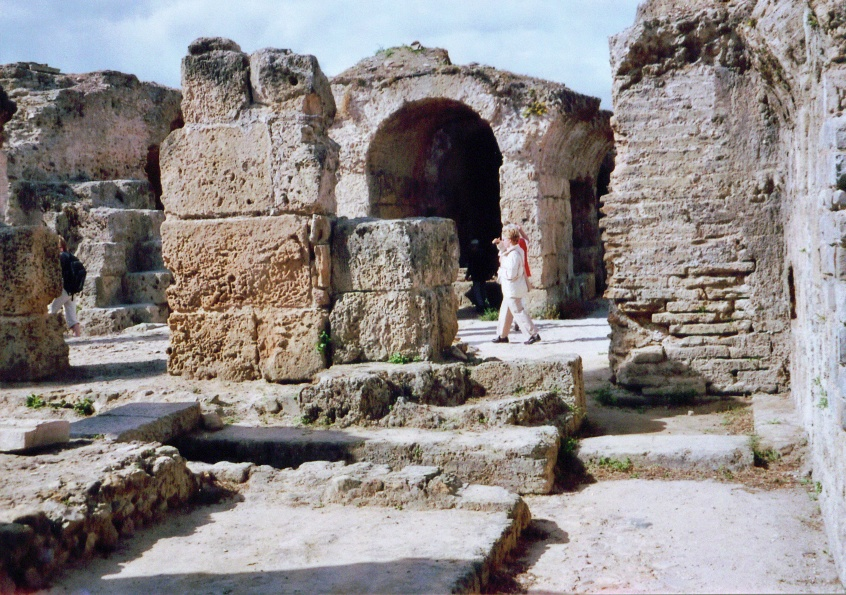
Rovine di Cartagine.

L'impero commerciale cartaginese, alle origini, dipendeva strettamente dalle relazioni economiche con Tartesso e altre città della Penisola Iberica. Da qui Cartagine otteneva grandi quantità di argento e, cosa molto più importante, di stagno, determinante per la fabbricazione di oggetti di bronzo in tutte le civiltà antiche.
Cartagine seguiva le rotte commerciali della città-madre, Tiro. Alla caduta di Tartesso le navi cartaginesi risalirono direttamente alla sorgente primaria dello stagno nella regione nord occidentale della Penisola Iberica e in seguito fino alla Cornovaglia. Altre navi cartaginesi si inoltrarono nella costa atlantica dell'Africa tornando con l'oro fin dall'odierno Senegal.
Se la poesia epica greca e gli storici contemporanei a Roma imperiale ricordano l'opposizione militare di Cartagine alle forze delle città-stato greche e della Repubblica romana, è vero che il teatro greco e le sue commedie ci hanno tramandato l'immagine del commerciante cartaginese, con le sue vesti, anfore e gioielli. Generalmente veniva dipinto come un tipo divertente, un venditore relativamente pacifico e colorato, attento a trarre profitto scucendo al nobile e innocente Greco ogni suo singolo centesimo. Evidente simbolo di ogni tipo di scambio, dalle grandi quantità di stagno necessarie a una civiltà basata sul bronzo a tutti i manufatti tessili, di ceramica e di oreficeria. Prima e durante le guerre si vedevano mercanti cartaginesi attraccare in ogni porto del Mediterraneo, comprando e vendendo, stabilendo magazzini dove potevano, oppure dandosi al commercio spicciolo nei mercatini all'aperto appena scesi dalle loro navi. O anche entrambe le cose. Ciò nonostante, così come era stato nell'antica Grecia e a Roma, anche a Bisanzio si nutrirà poi poca stima e simpatia per i cartaginesi, considerandosi la loro cultura inferiore e la loro civiltà poco lontana dalla barbarie, e di ciò faceva testimonianza il seguente proverbio bizantino: Sebbene ignorante, la necessità rende il cartaginese ingegnoso (Χρεία ' διδάσκει, κᾃν ἂμουσον ᾖ, σοφὸν Καρχηδόνιον. Oggi infatti ancora diciamo che la necessità aguzza l'ingegno.
La lingua etrusca non è ancora stata del tutto decifrata ma scavi archeologici nelle loro città mostrano che gli Etruschi furono per parecchi secoli clienti e fornitori di Cartagine, molto prima della espansione di Roma. Le città-stato etrusche furono partner commerciali di Cartagine oltre che, a volte, alleate in operazioni militari.

## Governo cartaginese
Il governo di Cartagine era un'oligarchia, non diversa da quella di Roma repubblicana, di cui conosciamo però pochi dettagli. I Capi dello Stato erano chiamati "suffeti" che verosimilmente era il titolo del governatore della città-madre Tiro. "Suffeti" letteralmente si traduce con "giudici", carica che ricorda i "Giudici" citati nella Bibbia. Gli scrittori romani invece, utilizzavano il termine "reges" (re); ma non dimentichiamo il forte senso spregiativo che la parola "re" aveva per i Romani, accesi repubblicani.
Più tardi uno o due suffeti, che si suppone esercitassero il potere giudiziario ed esecutivo, ma non quello militare (quest'ultimo affidato a dei generali di nomina pluriennale chiamati "strategoi"), cominciarono ad essere annualmente eletti fra le famiglie più potenti e influenti. Queste famiglie aristocratiche erano rappresentate in un consiglio supremo, comparabile al Senato di Roma, che aveva un ampio spettro di poteri. Oltre al senato con 300 membri, vi era un'altra assemblea aristocratica: il Consiglio dei Cento. Non si sa, però, se i suffeti venissero eletti dal consiglio o direttamente dal popolo in assemblea. Anche se il popolo poteva avere qualche influenza sulla legislazione, gli elementi democratici erano piuttosto deboli a Cartagine e l'amministrazione della città era sotto il fermo controllo degli oligarchi. Nonostante l'iniziale debolezza di questi elementi democratici, pare che a partire dal IV secolo a.C. l'assemblea democratica si fosse rafforzata.

## Architettura e urbanistica

### Struttura urbana e fortificazioni
I siti fenici e poi quelli punici, sempre affacciati al mare data la loro vocazione marittima e commerciale, dovevano naturalmente garantire la sicurezza degli abitanti contro possibili attacchi da un entroterra a volte ostile. In alcuni casi la sicurezza era ottenuta insediandosi su un’isola come a Gades o Mozia, altre volte scegliendo una penisola o uno spazio protetto da colline. Da questo punto di vista, Cartagine aveva caratteristiche eccellenti, vantate da numerosi autori antichi, in particolare Strabone che la paragona a una “nave all’ancora”.

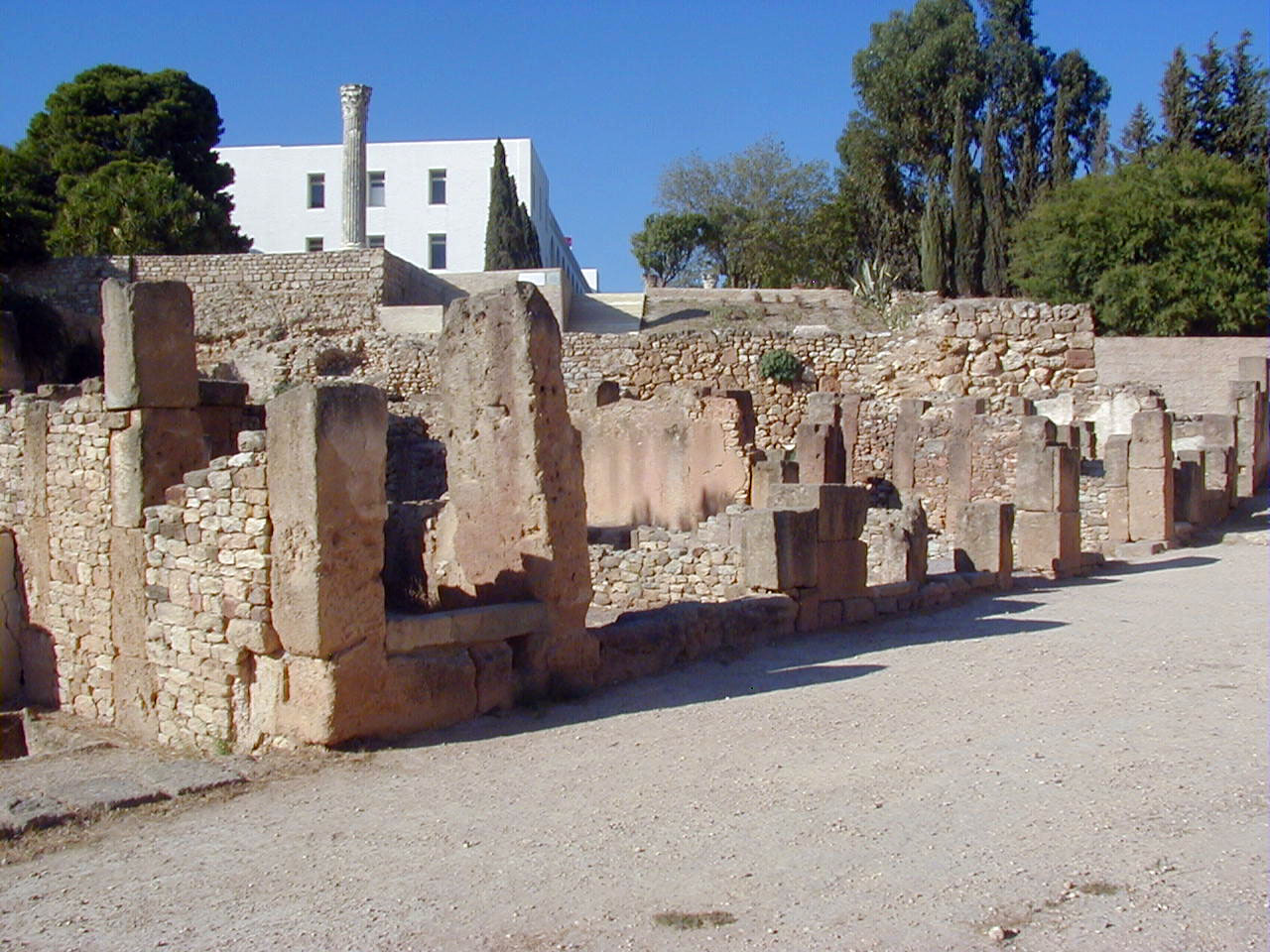
Vista del quartiere Hannibal di Byrsa, con muri in opus africanum datati all’inizio del II secolo a.C.

Secondo la leggenda, Cartagine si sarebbe sviluppata a partire dalla collina di Byrsa, cittadella e centro religioso, estendendosi poi alla pianura costiera e sulle colline a nord con il sobborgo di Megara (oggi La Marsa) che sembra essere cresciuto in modo più disordinato del resto della città. Con l’eccezione di Megara, infatti, Cartagine è stata costruita secondo quello che appare un piano urbano abbastanza pianificato. Nel suo insieme la pianura è occupata da strade ad angolo retto, dall’agorà e dalle piazze dalle quali si dipartono a raggiera le strade verso le colline. La pianta della città fa dunque ritenere che Cartagine condivida con i Greci e gli Egizi un utilizzo molto antico della pianta a scacchiera o piano ippodameo. Le strade sono pavimentate nella zona in pianura ma in terra battuta sulle colline.
La città era circondata da spesse muraglie di una pietra bianca che la rendeva luminosa e visibile fin da lontano. Gli scavi nel quartiere detto di Magone hanno permesso di studiare l’evoluzione, durante un lungo periodo, delle strutture difensive e urbanistiche.

Pianta della Cartagine punica

Gli assi delle strade si modificano naturalmente in funzione dei rilievi, con l’aggiunta di rampe di scale ove necessario. I quartieri residenziali sono in parte costruiti utilizzando una specie di cemento mescolato a coccio, utilizzato sia per i pavimenti che in alcuni muri. Le case erano fornite di corridoi e scale in legno per accedere al piano superiore. L’acqua piovana era raccolta mediante canali in cisterne poste in un cortile centrale. Non esisteva una rete fognaria, ma venivano utilizzate fosse settiche.
Gli elementi principali della città erano l’agorà, il porto militare e quello commerciale, negozi e magazzini, botteghe artigiane (ad esempio quelle dei ceramisti) in periferia, la piazza del mercato, varie necropoli alcune situate nella parte pianeggiante ed altre in collina. Il panorama era dominato dalla cittadella centrale sulla collina di Birsa, ove erano anche i templi come quello di Eshmun.
Gli autori antichi hanno ampiamente descritto le mura delle città puniche descrivendo gli assedi subiti da alcune di esse. Oltre alle cittadelle fortificate delle grandi città, esistevano fortezze che garantivano il controllo di alcuni territori. Gli scavi archeologici hanno ampiamente confermato la diffusione, in tutta l’area punica, del modello di città con cinta fortificata. In particolare gli scavi nel quartiere Magone di Cartagine hanno messo in luce la traccia delle mura della città e della porta che le attraversava in direzione del mare.

Esempi di fortificazioni cartaginesi
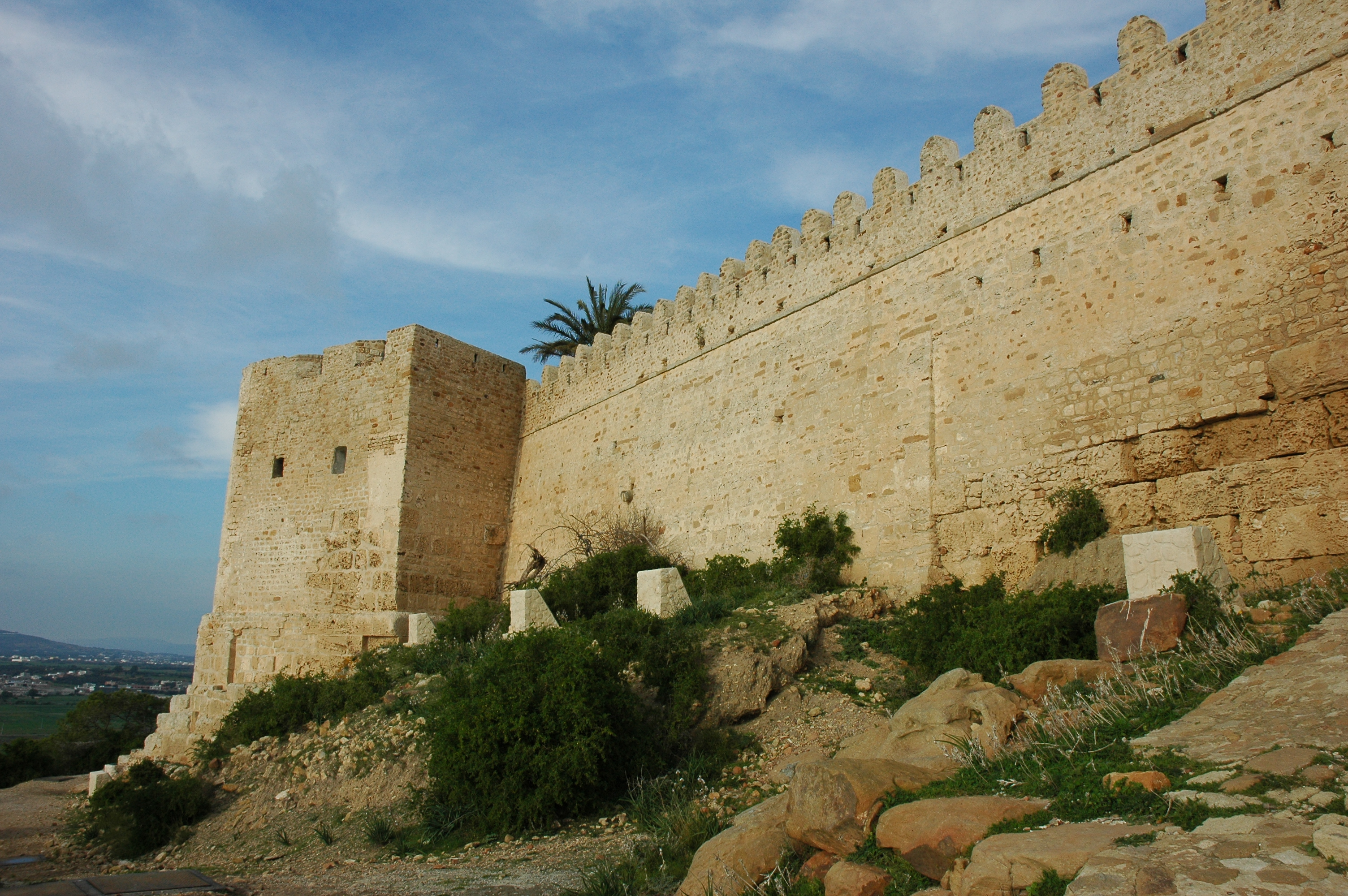
Forte ispano-turco di Kélibia, costruito su fondamenta puniche (V e III-II secolo a.C.)
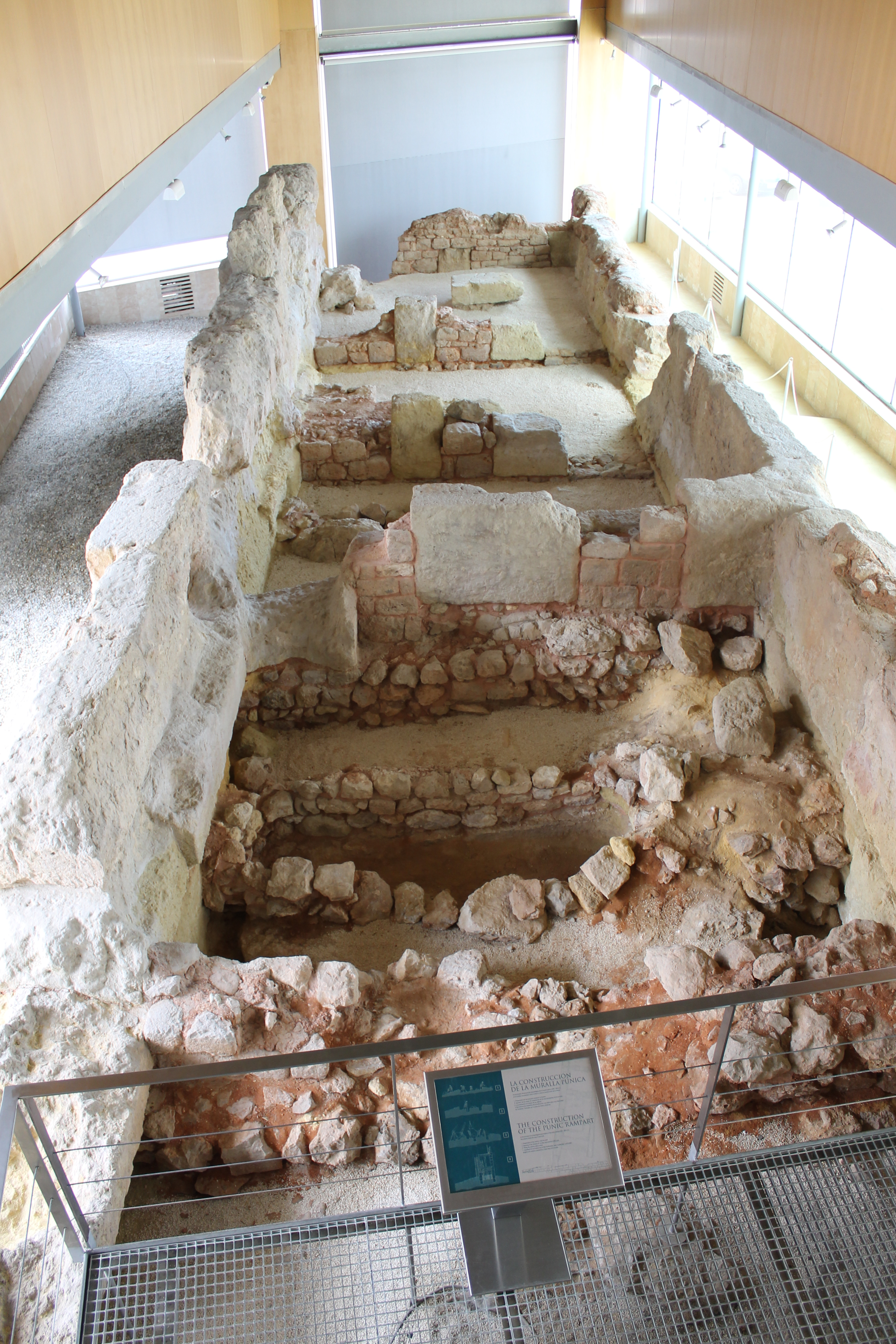
Resti delle mura puniche di Cartagena (III sec. a.C.)
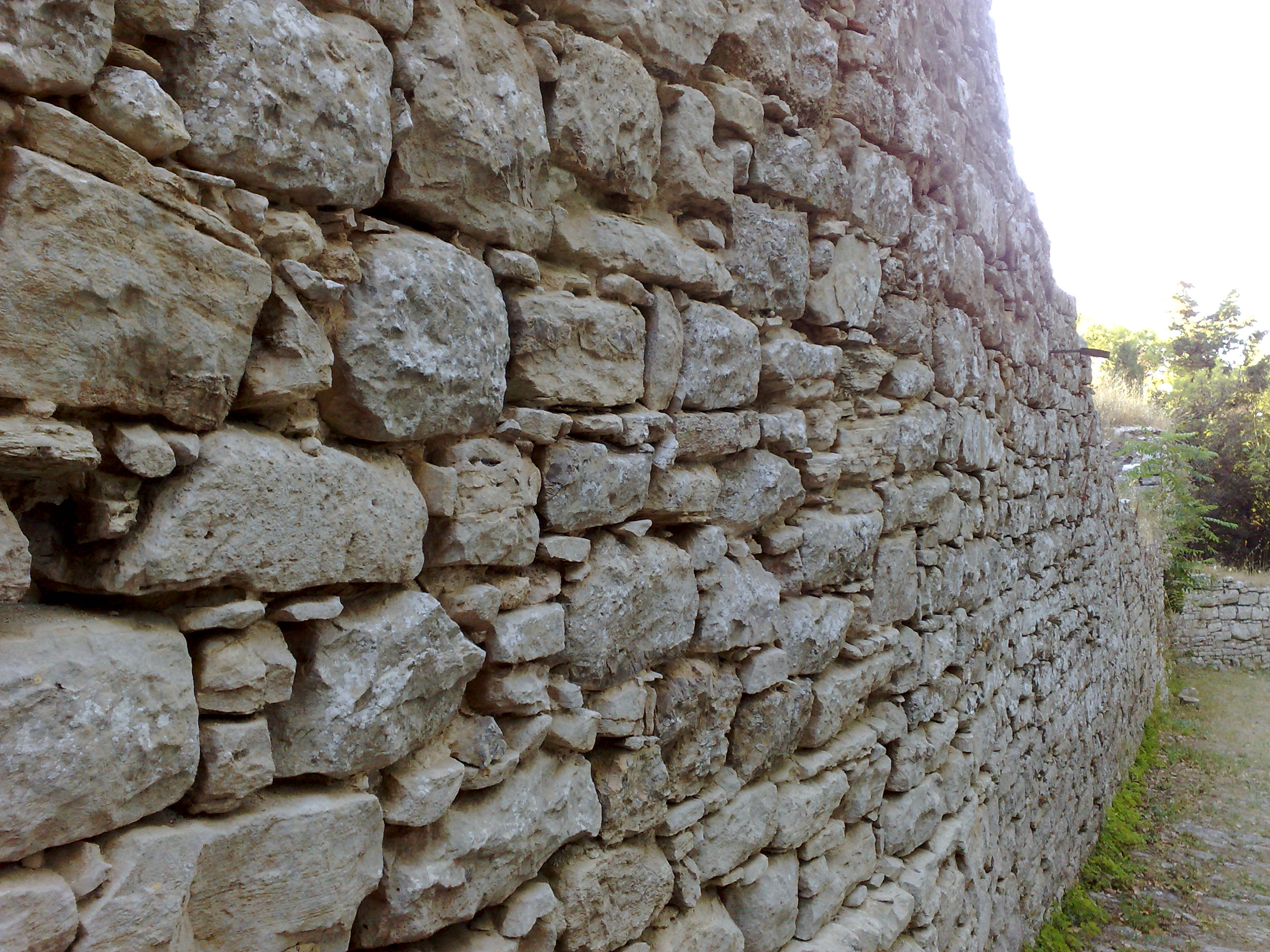
Mura della città di Erice in Sicilia, costruite su basamenti precedenti (IV e III sec. a.C.)

### Spazi pubblici e infrastrutture: strade e porti

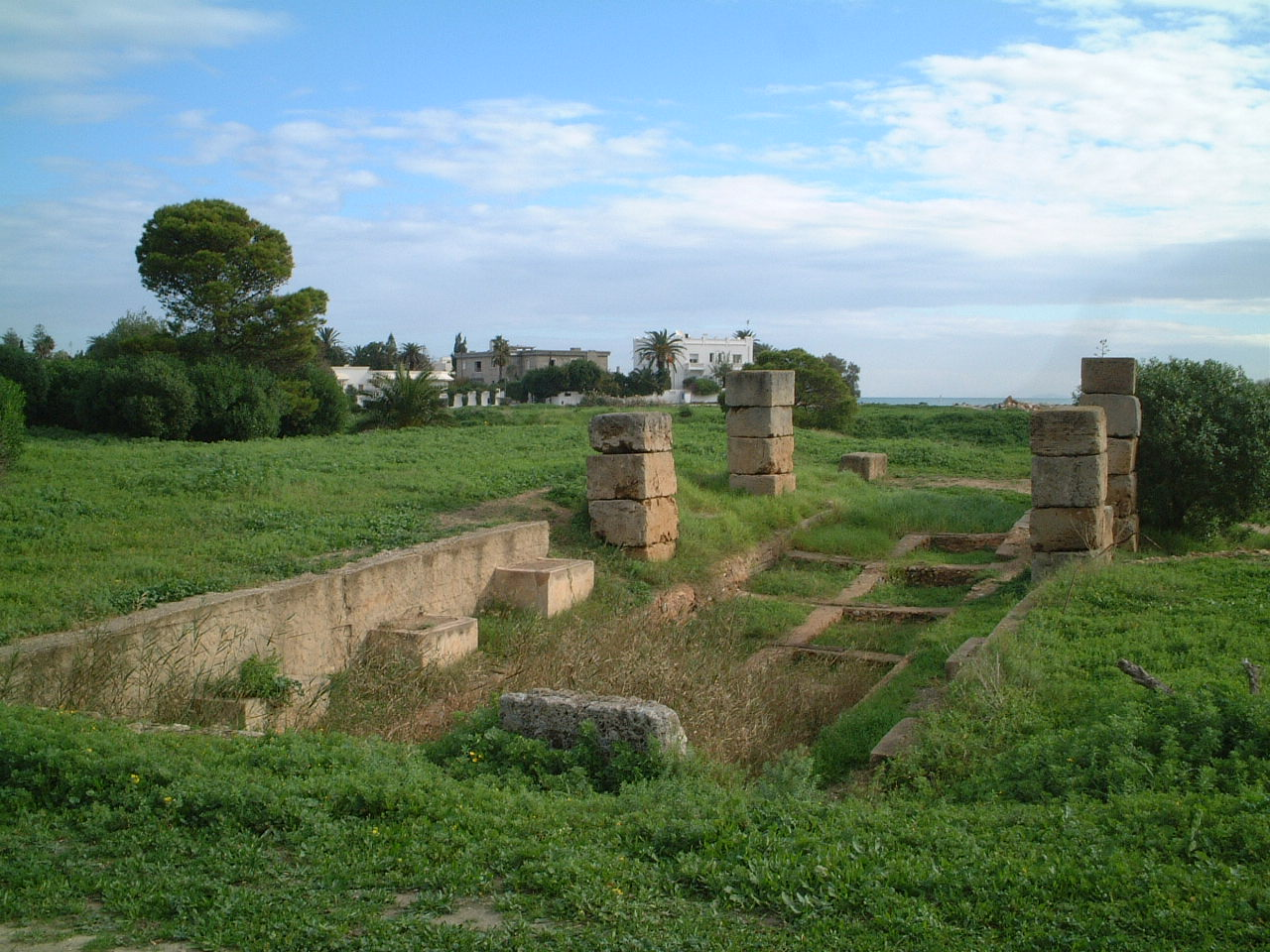
Bacino di carenaggio sull’isolotto dell’ammiragliato (dopo il IV sec. a.C.)

Lo spazio pubblico faceva perno sull’agorà: vero centro della città. Questa era delimitata dall’edificio del Senato e da altri edifici a carattere religioso. Benché la localizzazione dell’agorà sia abbastanza certa, non sono state effettuate ricognizioni archeologiche specifiche.
Anche se nel periodo più antico le navi erano per lo più messe al riparo in baie naturali o in luoghi dedicati, come lo stagnum di Mozia, si rivelò presto necessario creare strutture portuali artificiali chiamate « kothon ». Questo tipo di porto artificiale si trova ad esempio a Rachgoun, Mozia e Sulcis e anche a Mahdia, benché in questo caso la datazione sia dubbia.

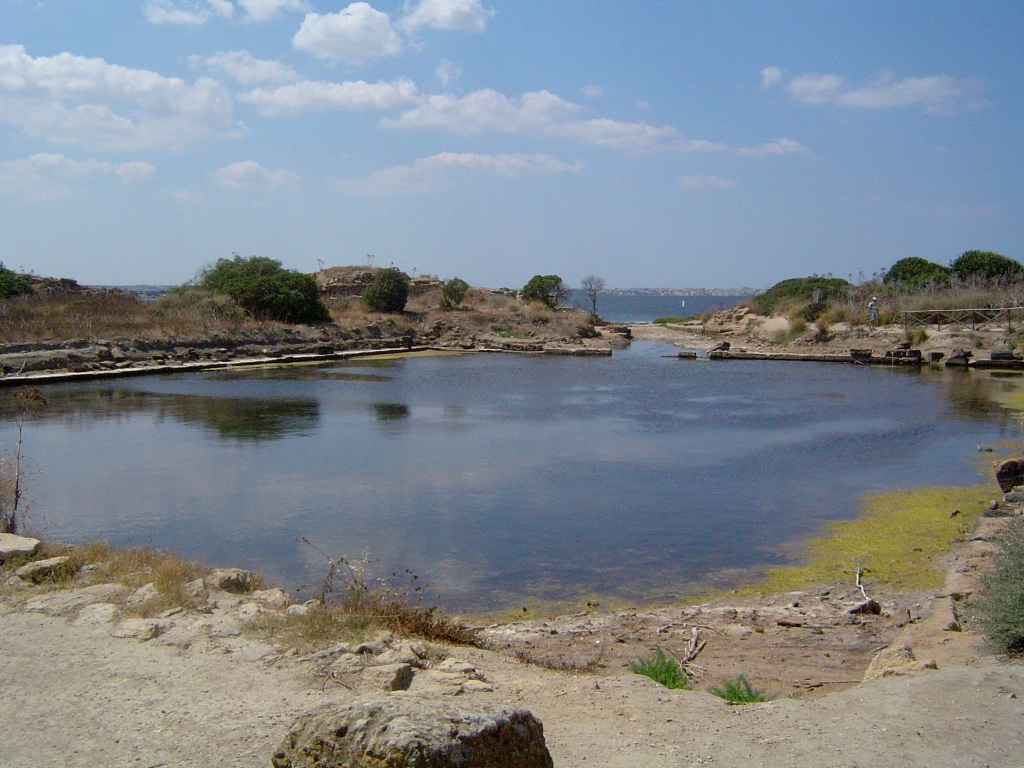
Kothon di Mozia (prima del 397 a.C.)

Le installazioni portuali di Cartagine –almeno nella loro configurazione finale, dato che non è ancora chiaro dove fossero i porti primitivi della città— erano molto elaborate, come descritto in un celebre testo di Appiano.
Le fasi finali della costruzione sono fatte risalire alla prima metà del II secolo a.C. Al porto commerciale si aggiungeva un porto circolare con un isolotto (detto dell’Ammiragliato) che assicurava la sicurezza della flotta da guerra, garantendo anche una certa segretezza che limitava i rischi di spionaggio. Gli scavi nella zona hanno confermato le indicazioni dei testi: in particolare sembra verosimile il numero di 220 vascelli che potevano esservi raccolti. Il ricovero invernale era assicurato, alla fine del periodo cartaginese, da bacini di carenaggio installati sull’isolotto e intorno al porto militare. Intorno al porto commerciale si trovava invece una zona di magazzini e di botteghe artigiane.

### Architettura religiosa

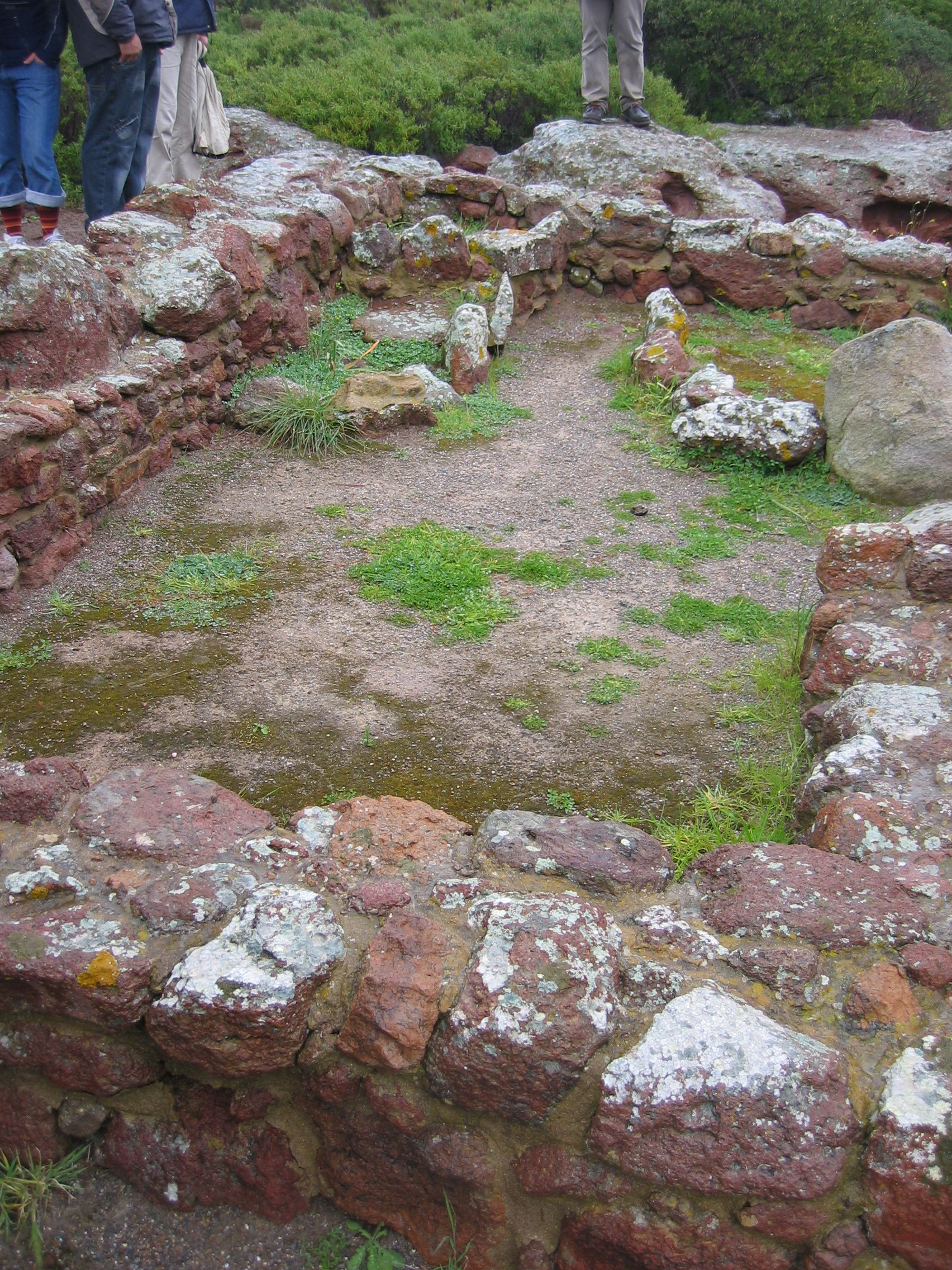
Tofet del Monte Sirai in Sardegna (IV e II sec. a.C.)

La posizione dei luoghi sacri era legata alla topografia urbana, anche se l’archeologia ha messo in luce una sostanziale assenza di regole fisse nel posizionamento dei templi. Questi sono in effetti stati rinvenuti sia nelle acropoli del centro urbano che nelle periferie, e in alcuni casi in zone rurali. La localizzazione dei luoghi di culto dipende dalle dinamiche di crescita dei centri urbani, che ci è in larga parte sconosciuta.
Di alcuni templi abbiamo notizia dalle fonti letterarie, come per il tempio di Eshmun, il più grande di Cartagine, situato secondo Appiano alla sommità dell’acropoli, identificata con l’odierna collina di Saint-Louis, ribattezzata Birsa. Tuttavia, la distruzione totale dell’acropoli in epoca romana ne ha cancellato le tracce. Anche il tempio di Melqart a Gades godette a lungo di un’alta reputazione sino all’epoca romana.
Egualmente celebre era il santuario di Astarte a Tas Silg, sull’isola di Malta, costruito sopra uno spazio di culto locale.
Gli scavi di Cartagine hanno consentito di individuare spazi religiosi più modesti attorno all’attuale stazione ferroviaria di Salammbo e anche ai margini del villaggio di Sidi Bou Saïd. La campagna internazionale di scavi promossa dall'UNESCO potrebbe aver ritrovato il tempio cosiddetto di Apollo al limite dell’area dell’agorà, al quale potrebbero essere associate alcune steli scoperte nel XIX secolo e attribuite al Tofet di Cartagine.
Il Santuario di Thinissut (odierna Bir Bou Regba, presso Hammamet),benché datato all’inizio dell’Impero Romano, ha tutte le caratteristiche dei santuari orientali, sia per la presenza di cortili affiancati che per il suo corredo di statue di terracotta, tra le quali una rappresentazione di Ba'al Hammon. Il tofet è una struttura che si ritrova in numerosi siti del Mediterraneo occidentale, situata all’esterno della città e anche –nel caso di Cartagine- in un’area insalubre. L’area si presenta come uno spazio occupato da urme e steli, ricoperte poi di terra per poter continuare ad utilizzarla. Lo studio di queste strutture ha suscitato sin dall’inizio accesi dibattiti, dato che gli scavi non sono riusciti a chiarirne l’esatta natura. Secondo alcuni autori antichi, il questi siti comprendevano un santuario e un cimitero.

### Architettura privata

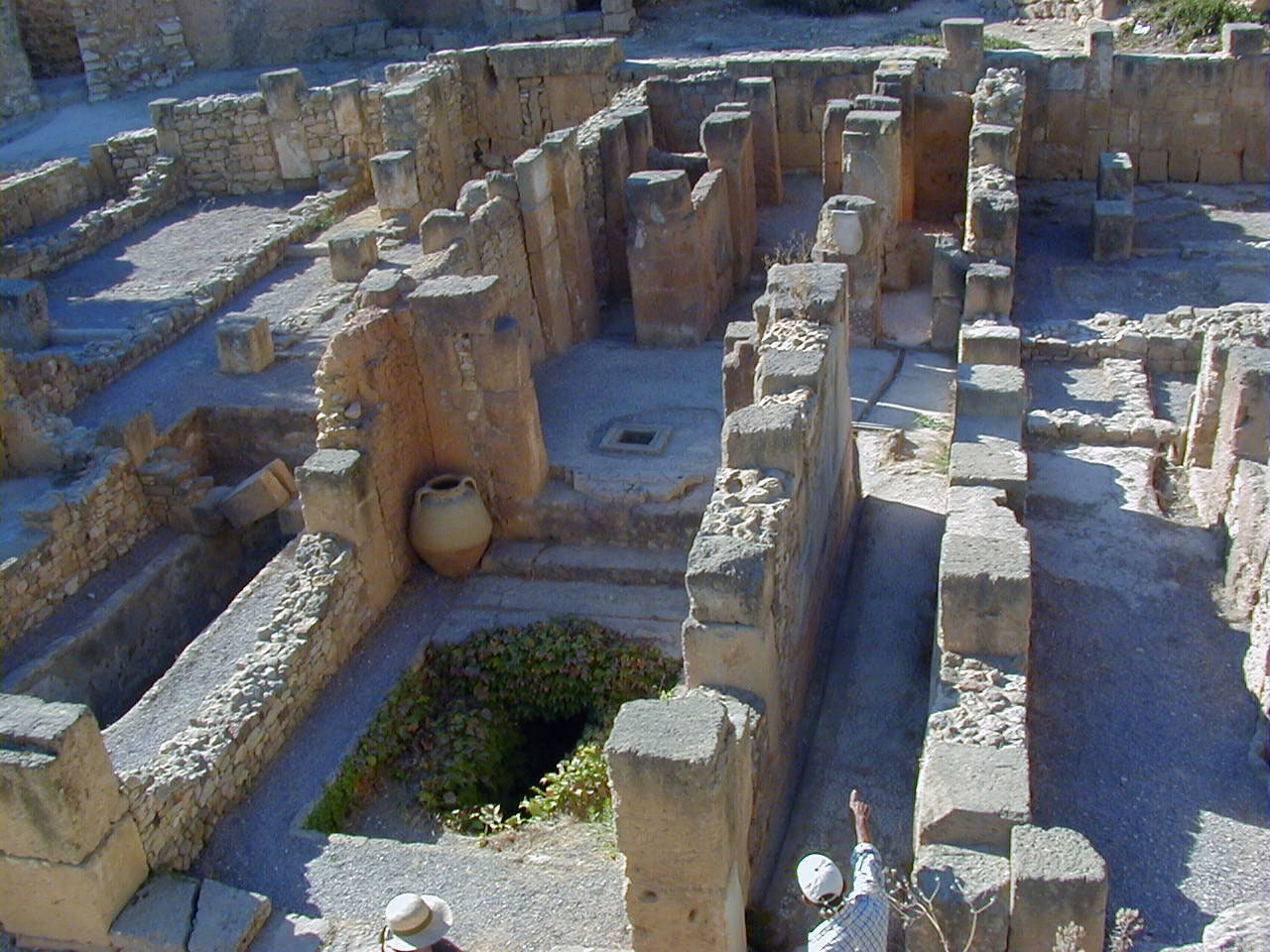
Casa punica a Birsa risalente al II sec. a.C.

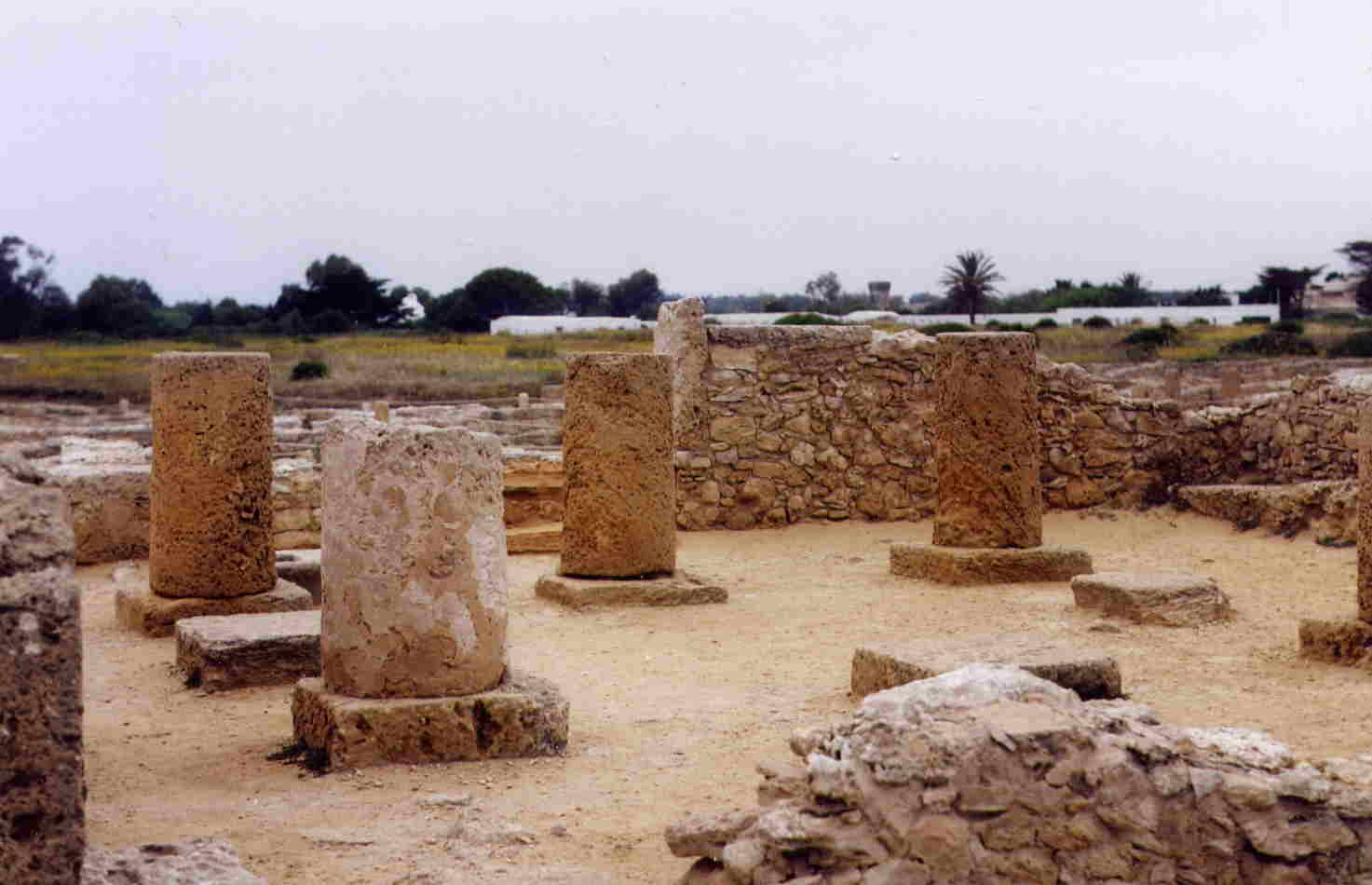
Casa a peristilio nella strada dell’Apotropaion a Kerkuane, fine del IV – inizio III sec. a.C.

Gli scavi di Kerkouane e dei due quartieri punici di Cartagine, detti di Magone e di Annibale, hanno messo in evidenza quartieri organizzati secondo una pianta a scacchiera con strade larghe e rettilinee.
L’organizzazione della casa cartaginese è ormai ben nota. L’entrata della abitazioni di Birsa, detto quartiere di Annibale, è molto stretta, con un lungo corridoio che immette su un cortile dotato di cisterna, attorno al quale si sviluppa l’edificio. Sul fronte è situato uno spazio dedicato, secondo alcune interpretazioni, al commercio; una scala conduce ai piani superiori. Varie fonti, in particolare Appiano, sostengono che gli edifici avevano fino a sei piani; le tracce archeologiche hanno confermato la presenza di vari piano ma senza poterne stabilire il numero.
Alcune dimore appaiono più sontuose di altre, in particolare una villa a peristilio nel quartiere di Magone. La stessa distinzione si ritrova nelle costruzioni di Kerkouane, con un bell’esempio dato dalla villa nella strada dell’Apotropaion. La struttura delle case ha fatto sostenere allo storico tunisino M'hamed Hassine Fantar che ci si trova davanti ad un modello orientale con incorporazione di modelli libici. L’approvvigionamento idrico nel mondo punico è gestito privatamente dai cittadini, ed ogni residenza individuale era dotata di una cisterna che costituisce oggi una preziosa guida per gli archeologi nella ricostruzione della topografia urbana. Nel sito di Kerkouane si è rilevato che ogni casa possedeva una sala da bagno posta vicino all’ingresso, pavimentata a mosaico e dotata di vasca da bagno in pietra con uno o due sedili e lavandino.

### Architettura funeraria
L’architettura funeraria è stato il primo elemento ad essere studiato a partire dalla fine del XIX secolo, in particolare a Cartagine, dove le esumazioni diedero luogo a vere e proprie cerimonie pubbliche. La disposizione ad arco di cerchio delle necropoli ha permesso di delimitare la città punica e di valutare le variazioni del suo perimetro nel tempo.
Gli archeologi hanno individuato una tipologia di tomba scavata nella roccia piuttosto che costruite, ed un altro tipo costituita da un semplice pozzo con il sarcofago sul fondo, a volte dotato di scala per accedere al fondo. L’uso della sepoltura prevale su quello della cremazione nei periodi più recenti, come dimostrato dagli scavi della necropoli di Puig des Molins a Ibiza.
L’arredo e la decorazione delle tombe seguono uno stereotipo: ceramiche, amuleti, gioielli, pietre, uso di ocra rossa (simbolo del sangue e della vita), uova di struzzo dipinte (simbolo di rinascita) o ancora mobili di argilla in miniatura. Il sarcofago è spesso ricoperto con gesso. Una bara in legno, in eccezionale stato di conservazione, è stata scoperta a Kerkouane, ma resta ad oggi un caso unico. Diverse tombe sono ornate di pitture decorative, come quelle delle tombe di Djebel Mlezza a Capo Bon, che sono state interpretate come simboli della credenza dei cartaginesi in un aldilà nel quale l’anima del defunto compie una sorta di viaggio: secondo François Decret, « per questo popolo di marinai, la città celeste era l’ultimo porto in cui attraccare ».

Tombe puniche
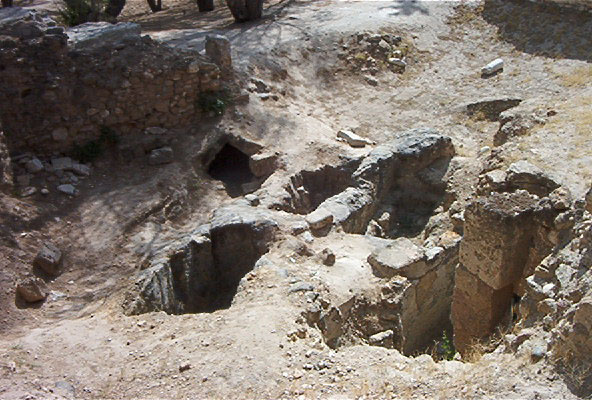
Tombe puniche a pozzo nel parco delle Terme di Antonino a Cartagine
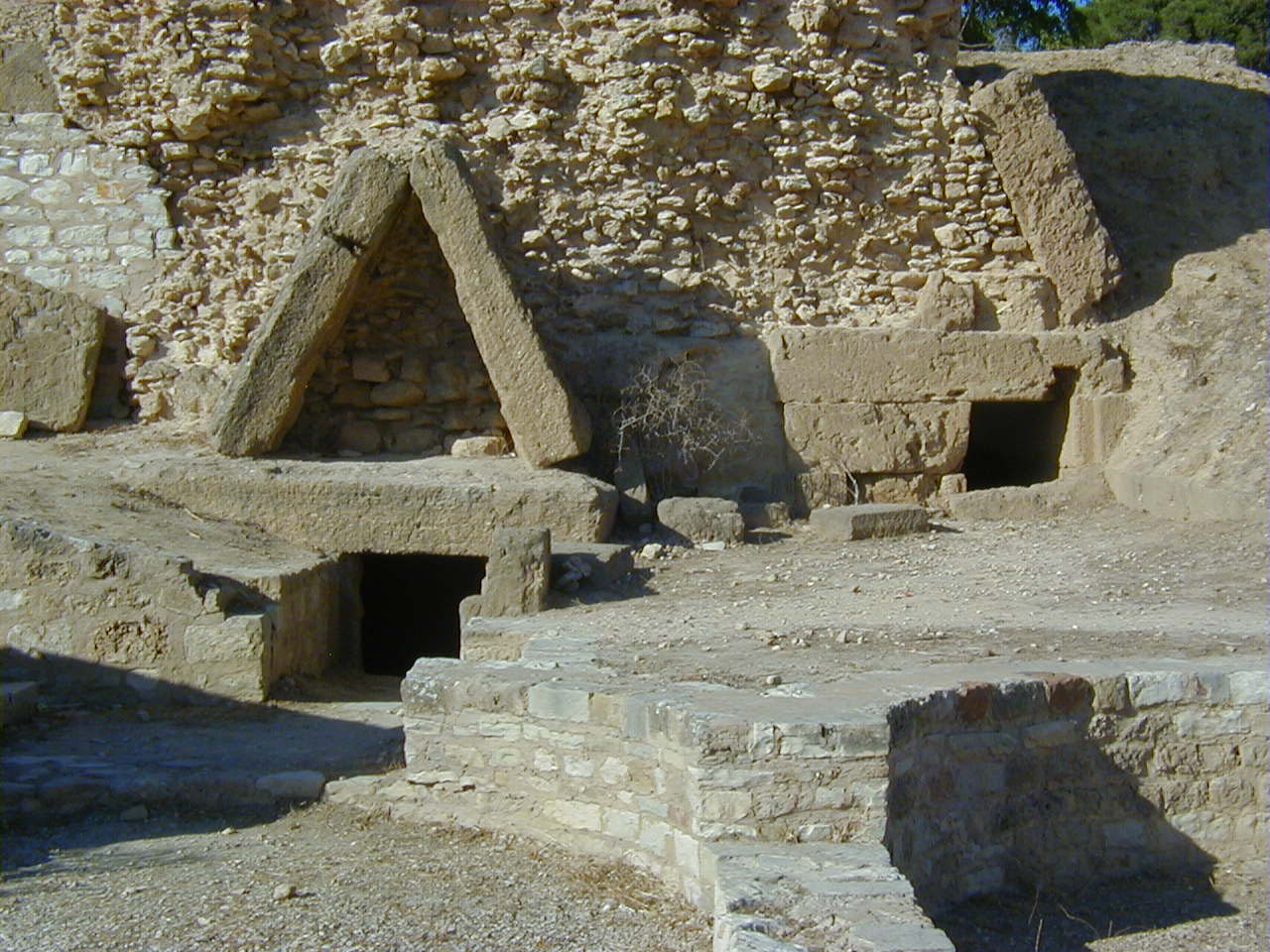
Tombe puniche a Birsa
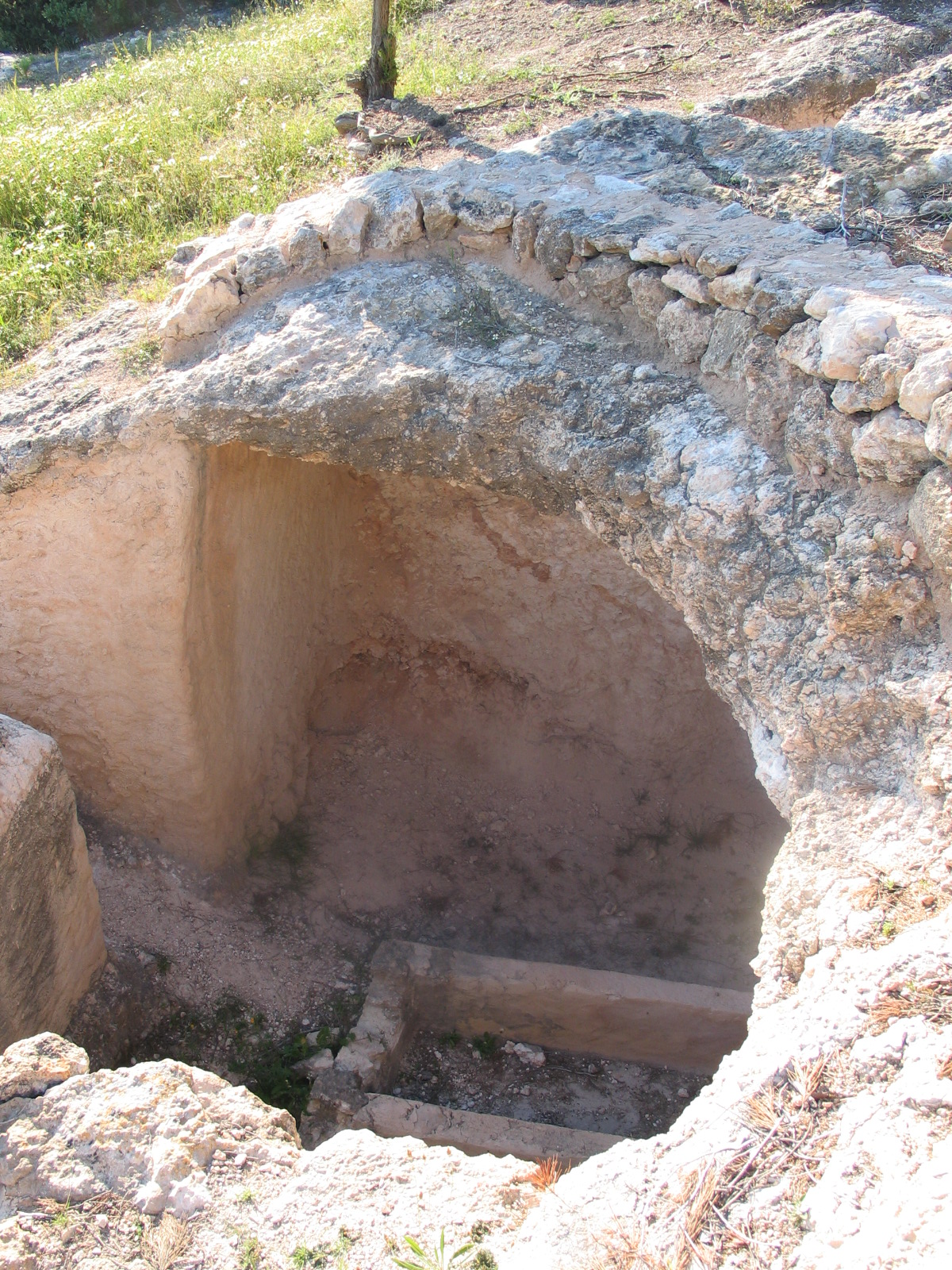
Tomba di Cala d’Hort (Ibiza)
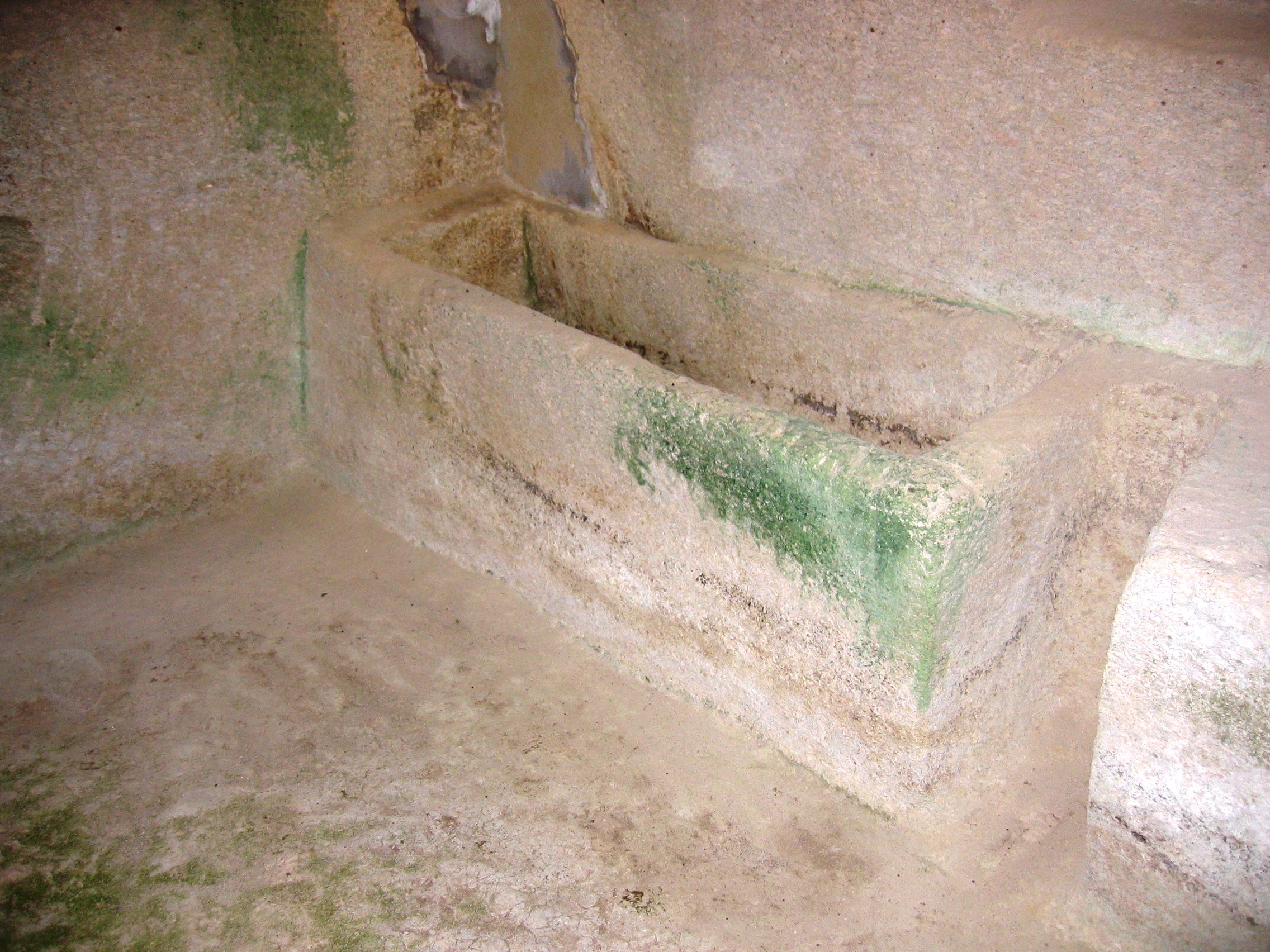
Tomba punica di Monte Sirai

### Mosaici punici
Dell’architettura punica restano ben poche tracce “in elevazione”, ma le ricerche archeologiche hanno potuto individuare alcune caratteristiche di fondo. In particolare, gli scavi nel quartiere residenziale costiero dello di Magone e quelli di Kerkouane hanno messo in rilievo influenze architettoniche egiziane nei periodi più antichi ed influenze greche nella fase successiva.
L’uso del cornicione a gola e di miniature di templi sulle steli con disco solare e 'Ureo' testimoniano l’influenza egizia. Sono stati trovati frammenti di colonne con modanature in gres e decorate con stucco a El Haouaria, insieme ad indicazioni di uso dell’ordine ionico in particolare nel naïskos di Thuburbo Majus, e dell’ordine dorico negli scavi di Birsa.
Gli scavi di Kerkouane, e anche quelli di Birsa, hanno inoltre rivelato la presenza di mosaici detti pavimenta punica, con tessere agglomerate con una specie di calce rossa. Si sono anche scoperte rappresentazioni del segno di Tanit, tra l’altro nella città di Capo Bon. Questi reperti datati dal III secolo a.C. rimettono in causa l’origine greca del mosaico classico, da tempo considerata un fatto acquisito dagli storici e dagli archeologi.

Elementi dell’architettura punica
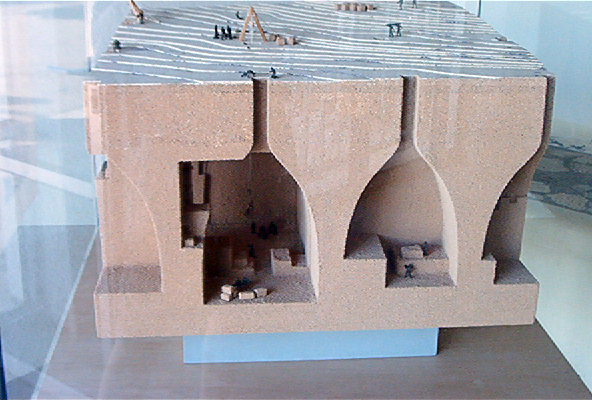
ricostruzione di un pozzo di estrazione del gres a El Haouaria a Capo Bon, antiquarium del quartiere di Magone a Cartagine
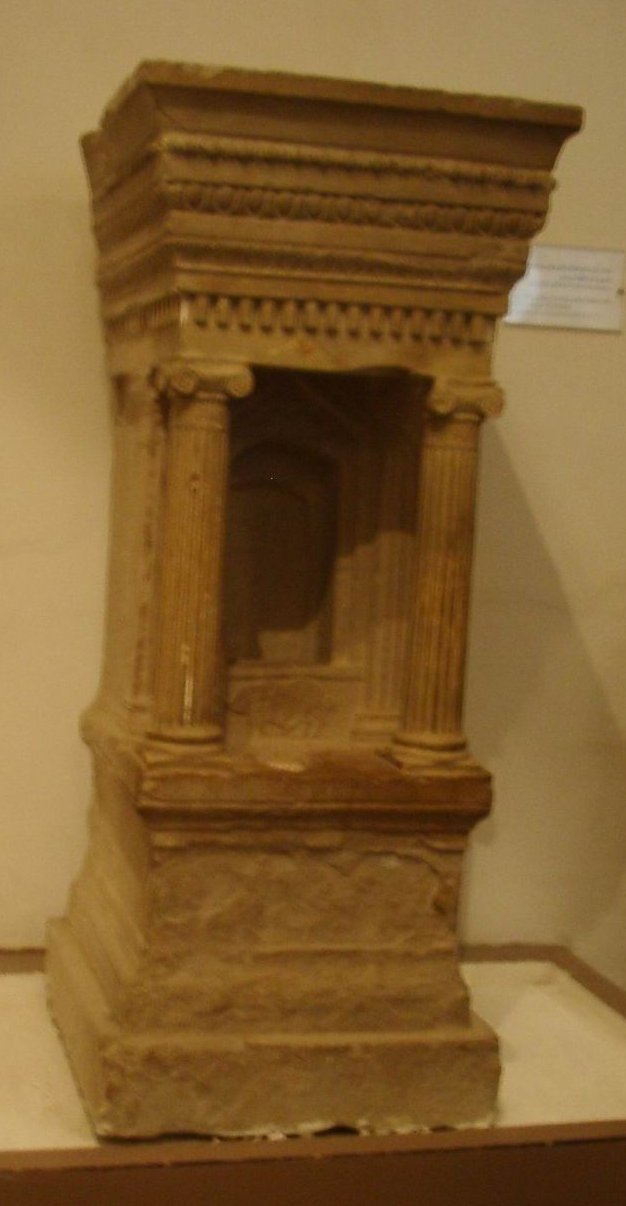
Naïskos di Thuburbo Majus al museo nazionale del Bardo (prima metà del II sec. a.C.)
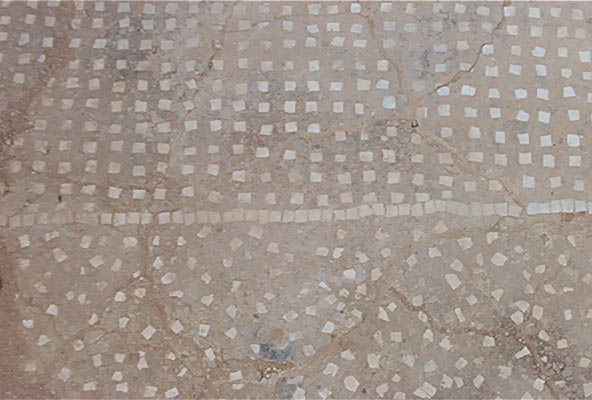
Pavimenta punica nel quartiere Annibale a Birsa (II sec. a.C.)
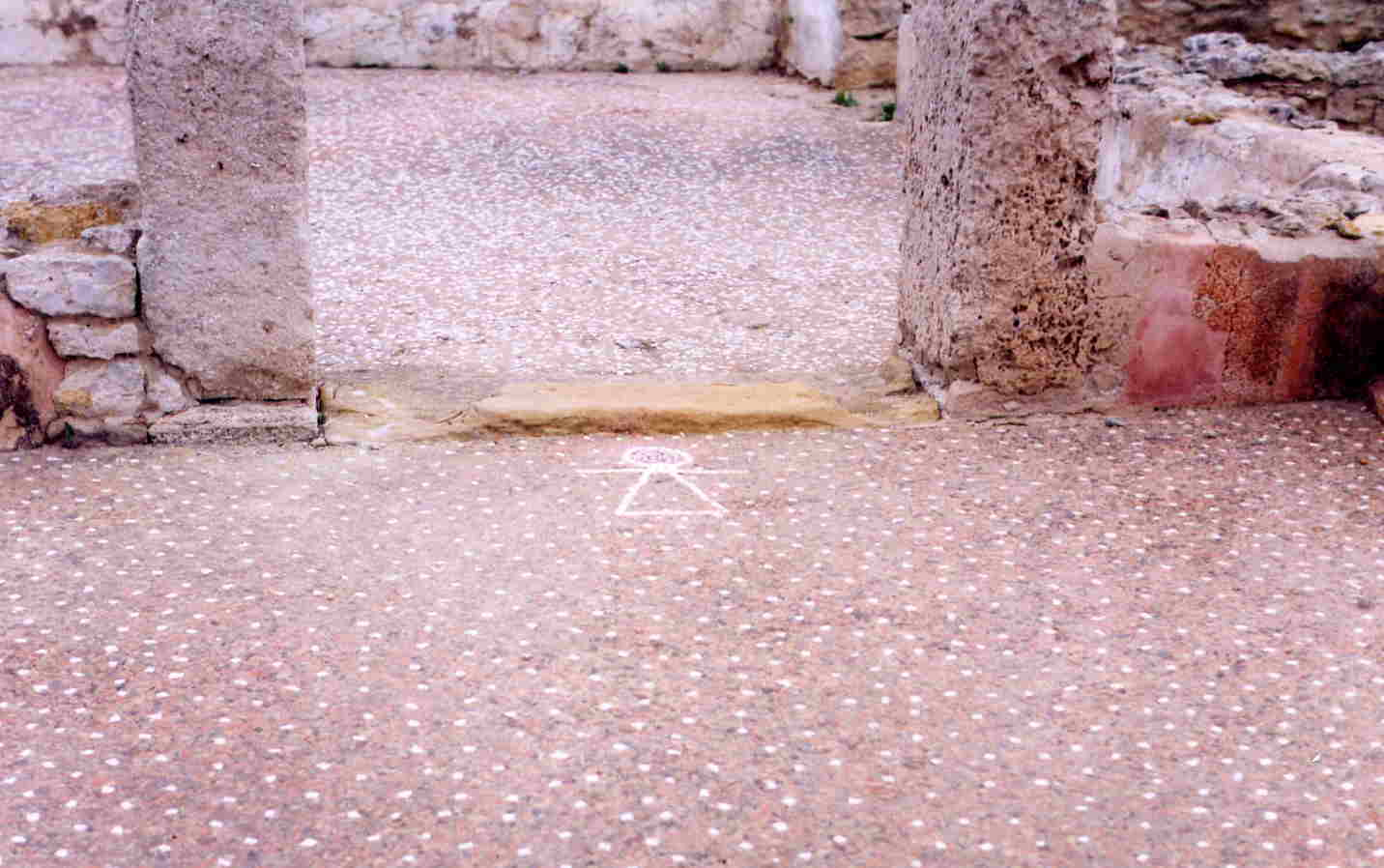
Casa di Kerkouane con un mosaico contenente il Segno di Tanit (fine IV – inizio III sec. a.C.)

## Religione cartaginese
A Cartagine si veneravano molti dei. La suprema coppia divina era formata da Tanit e Baal.Il luogo di culto principale presso i Cartaginesi era il tofet, un santuario all'aria aperta che consisteva in un'area consacrata dove venivano sepolti i resti combusti dei sacrifici animali e dove venivano sepolti i bambini. Ancora controversa la questione se effettivamente i Cartaginesi avessero la pratica religiosa del sacrificio dei bambini.
Le principali divinità cartaginesi erano di provenienza fenicia:
- Ba'al Hammon - il dio supremo.
- Tanit o Astarte - la dea della fecondità e della natura.
- Melqart - il signore della città assimilato all'Eracle greco.
- Eshmun - protettore della città di Sidone e figlio di Apollo.
- Reshef - divinità guerriera di origine siriana.

## Cultura e genetica
Nonostante la continuità culturale tra le civiltà fenicie e quelle puniche, la storia genetica degli abitanti delle due popolazioni sembra svilupparsi su due linee parallele. Uno studio su Nature (2025) ha evidenziato che tutti i siti punici campionati, inclusa Cartagine, erano abitati da persone con profili genetici estremamente eterogenei. Dall’analisi del DNA è emerso che individui con ascendenza nordafricana vivevano accanto e si mescolavano con una maggioranza di persone principalmente di ascendenza siciliana-egea.

## Le rovine della Cartagine punica
Durante il suo soggiorno a Tunisi agli inizi dell'Ottocento, il tenente colonnello e ingegnere Jean Emile Humbert si appassionò alla storia della Tunisia ed in particolare a quella di Cartagine. La posizione esatta della città era già nota all'epoca ma sulla localizzazione esatta della Cartagine punica vi era una diatriba; dopo la terza guerra punica infatti, la città venne rasa al suolo e riedificata rendendo problematica l'identificazione dell'insediamento precedente.
Nel 1817 Humbert fece una sensazionale scoperta, riportando alla luce 4 stele puniche ed alcuni frammenti con iscrizioni. Questi furono i primi oggetti cartaginesi ad essere ritrovati fin dall'antichità.

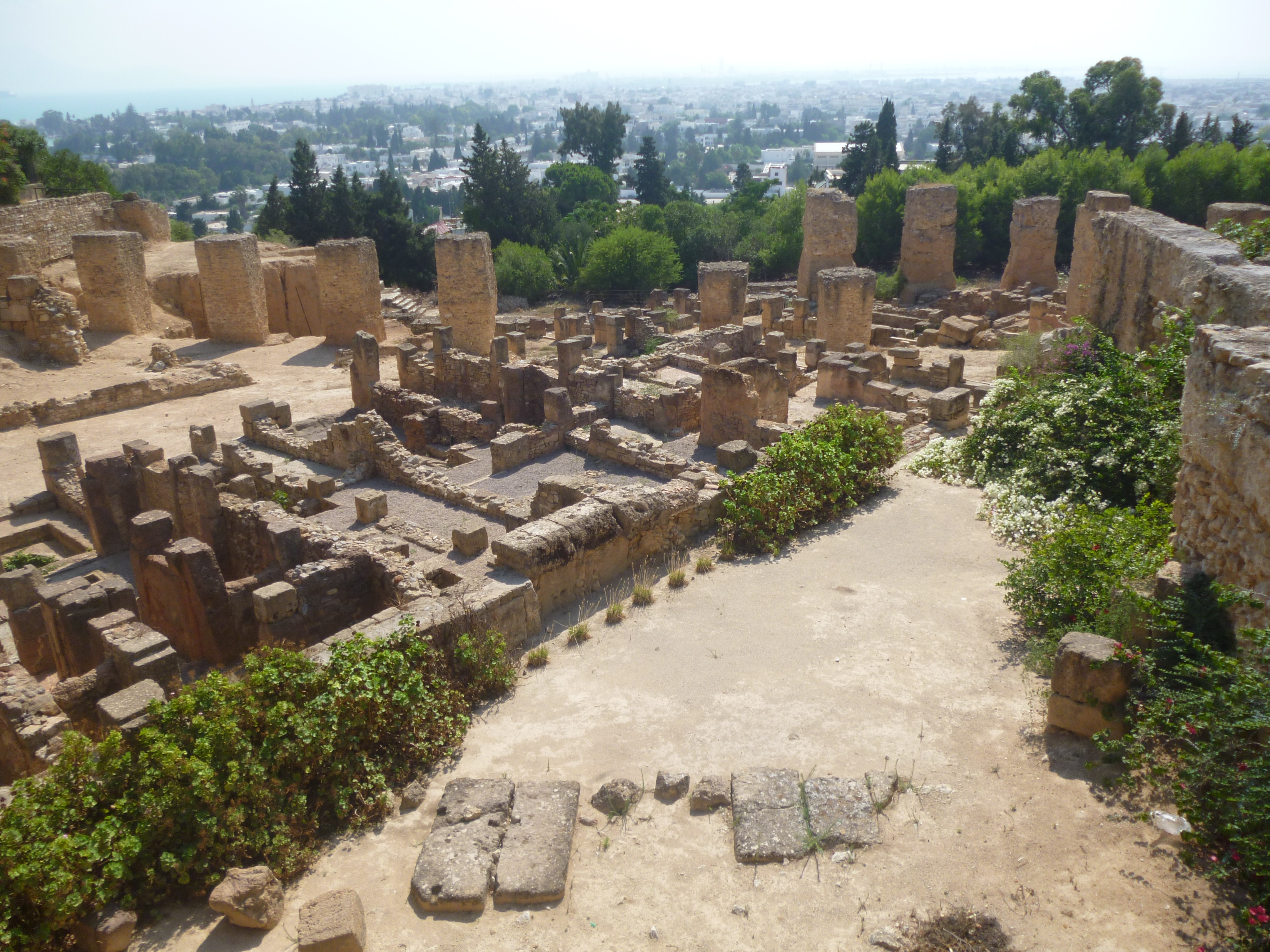
Rovine di Cartagine
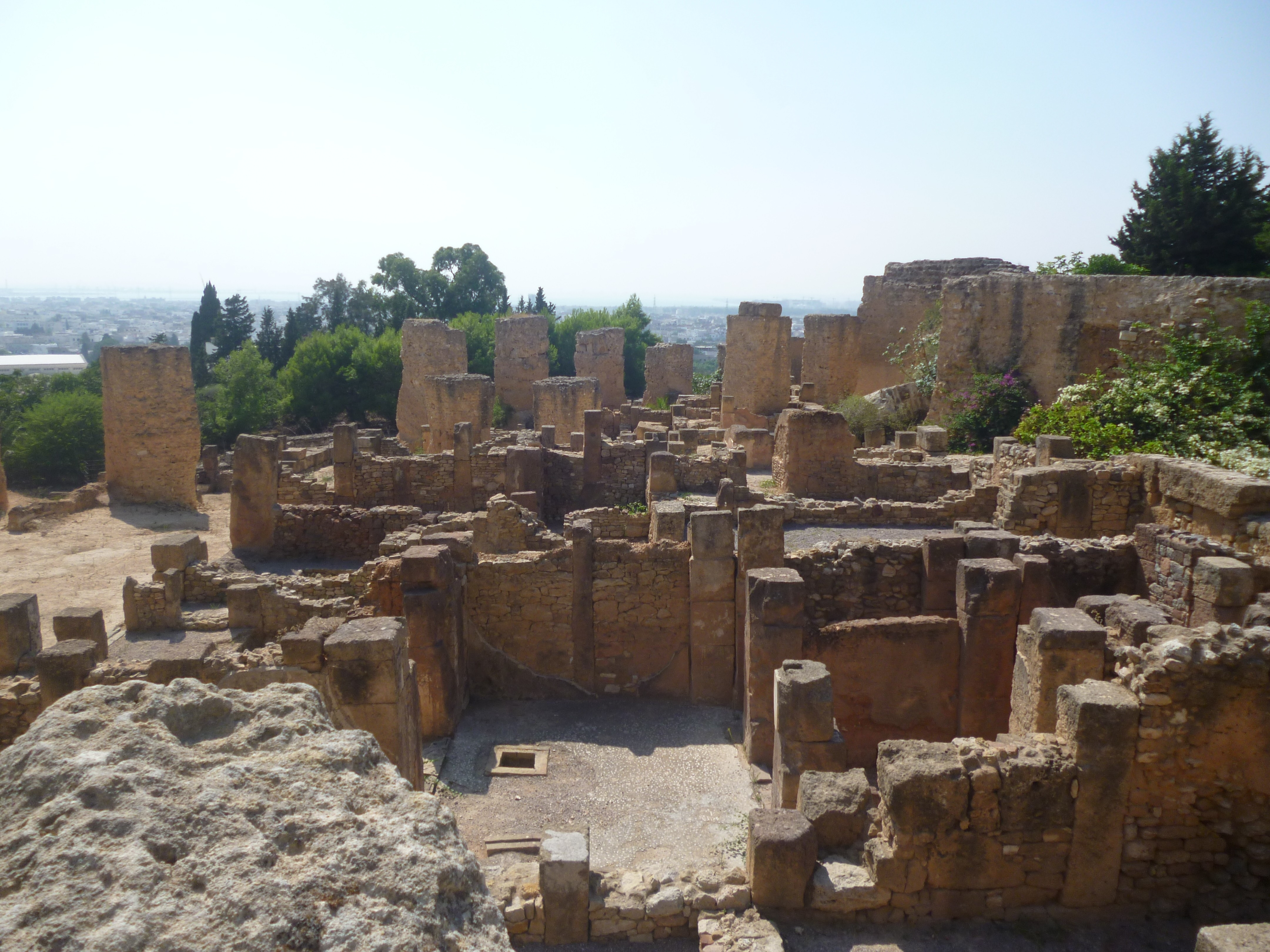
Rovine di Cartagine
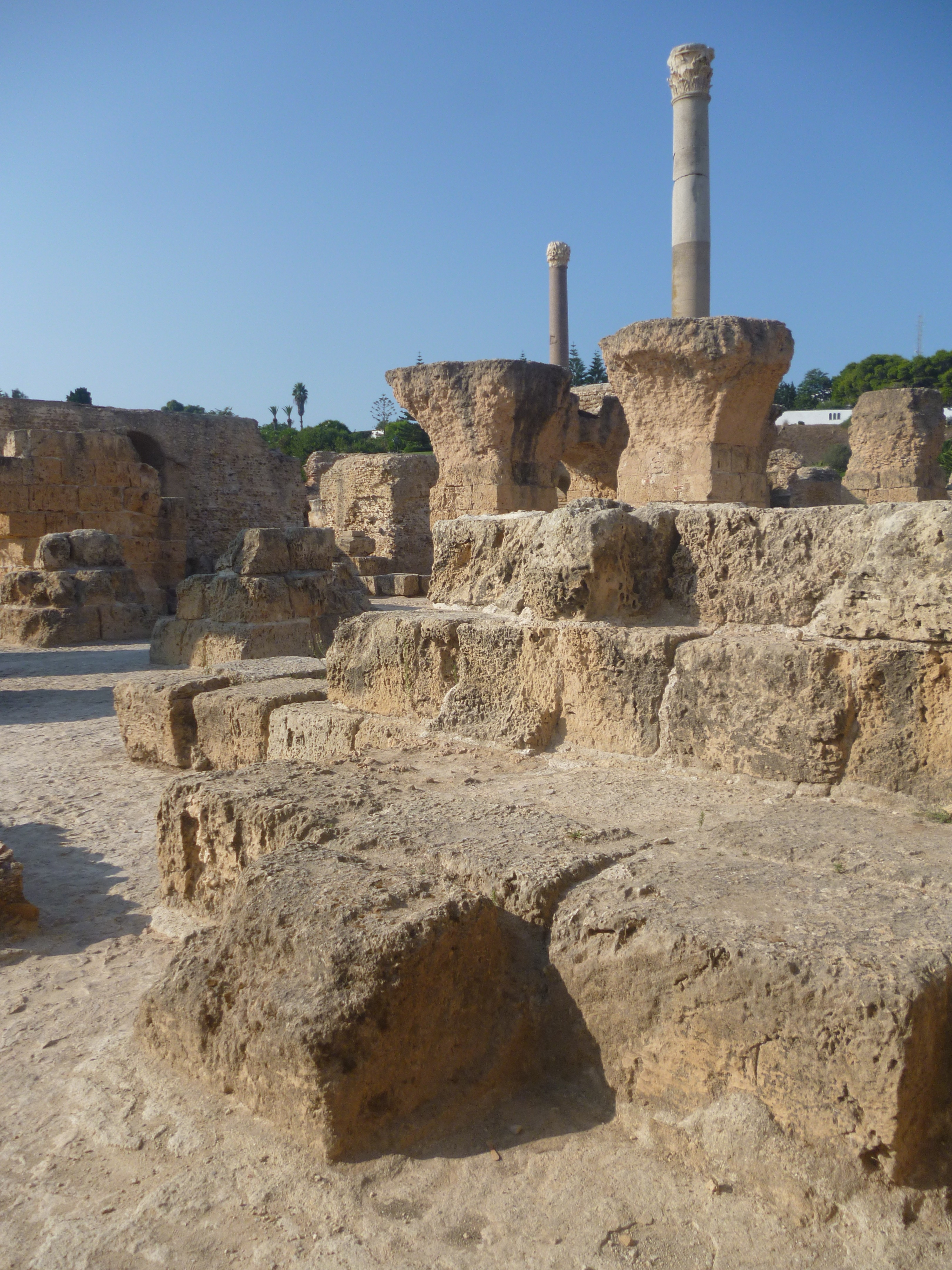
Vista di due colonne a Cartagine